# 黑色安息日
黑色安息日（英語：Black Sabbath）是英国的硬式搖滾／重金屬樂團，1968年成立於英國伯明罕，截至2017年共發行十九張錄音室專輯。它的主要成员有奧茲·奧斯本（Ozzy Osbourne，主唱），東尼·艾歐密（Tony Iommi，吉他），吉澤·巴特勒（貝斯）和比爾·沃德（鼓）。樂團經歷了多次陣容變化，東尼·艾歐密是其唯一不變的成員。成立之初的風格為藍調搖滾，但很快就融合了恐怖驚悚的主題和低沉的吉他聲。歌詞主題也常包含科幻、玄學、社會動盪、環境汙染、政治腐敗、資本主義的壓榨、藥物濫用的危險、世界末日預言和戰爭帶來的恐怖等等。
奧茲·奧斯本在1979年被黑色安息日開除，理由是藥物濫用等問題，之後換過八位主唱，包括前彩虹主唱羅尼·詹姆斯·迪歐、伊恩·吉蘭、葛倫·休斯、雷·葛倫和東尼·馬丁等人，以及九位鼓手和七位貝斯手。樂團的原始陣容在1997年團聚，隨後發行了一張現場專輯《團圓》。2013年發行最後一張錄音室專輯《十三》。2016年展開三名創始成員（奧茲·奧斯本、東尼·艾歐密、吉澤·巴特勒，比爾·沃德因合約缺席）的告別巡迴結局之旅。2017年2月4日，黑色安息日在家鄉英國伯明罕完成最後一場告別演出，這次告別巡迴遊歷了四大洲、售出近一百萬張門票。黑色安息日將不再出任何新專輯或以該團名義進行演出，不過成員還是會以個人名義繼續表演或者進行創作。2025年2月，黑色安息日的四位創始成員重聚，於7月5日在家鄉英國伯明翰維拉公園球場舉行樂隊的最後一場演出。
黑色安息日通常被认可为第一个真正的重金属樂團，美国VH1將他們列為「百大優秀硬搖滾樂團」第二位，僅次於齊柏林飛船。MTV評為有史以來「最偉大的金屬樂團」，《滾石雜誌》評為有史以來「歷來最偉大的一百個音樂家」之一。他們在全球銷售了超過7000萬張唱片，2005年列名英國音樂名人堂，2006年列名美國搖滾名人堂，以及獲得兩次葛萊美獎「最佳金屬樂演奏獎」。

## 簡介
提起70年代的重金屬音樂，自然浮起黑色安息日的印象。當時他們屬於少數族群；到了80年代，已是重金屬揚威時期，該團成員歷經幾翻輪替，最早以奧茲·奧斯本為主唱初期（1968年至1979年期間），被奉為金屬界經典，其中以1970年的曲目〈偏執狂〉最富盛名。他們與齊柏林飛船、深紫被視為「重金屬音樂的三大元老」。

## 歷史

### 組建與早期（1968 - 1969年）
1968年7月13日，英國藍調搖滾樂團神話解散後，其吉他手東尼·艾歐密和鼓手比爾·沃德回到伯明罕阿斯頓著手成立新的藍調搖滾樂團，他們憑奧茲·奧斯本貼在環道唱片行窗戶上的廣告「OZZY ZIG需要舞台。我有經驗，有自己的音控。地址在小屋道14號」而尋得主唱，之後也找上和奧茲組過樂團的吉澤·巴特勒擔任貝斯手。這支新生樂團最初名為「波爾卡杜爾克藍調樂團」，接著又縮短為「波爾卡杜爾克」，靈感來自奧茲母親愛用的爽身粉品牌。因他們想玩厚重的南方藍調，東尼找來一位薩克斯風手艾倫·克拉克，以及奧茲會彈滑管吉他的朋友吉米·菲利普斯加入。他們在卡萊爾市第一次公開演出後，東尼將艾倫和吉米踢出樂團，並在討論後把團名變更為「地球」。
1968年12月，當時的藍調大團傑叟羅圖樂團失去了吉他手麥可·亞伯拉罕，主唱伊恩·安德森希望東尼去遞補，於是他離開「地球」接受了挖角。「地球」取消了所有演出，而東尼和傑叟羅圖樂團參加滾石搖滾馬戲團的聯合演出，同台的有滾石樂隊、何許人，以及約翰·藍儂、艾瑞克·克萊普頓等人。四天後，東尼決定離開傑叟羅圖樂團，回到「地球」，他對著奧茲等其他三人說：「我想在自己的樂團裡，不想當別人的員工。而且我已經見識過傑叟羅圖他們是怎麼做事的，他們身體力行，為了一場演出可以練四天的團，我們必須開始如法炮製，並且思考錄製專輯的事情」。
1969年，東尼觀察到劇院上映恐怖片時非常賣座、人們很樂意花錢去感受恐懼的氣氛，便決定拋棄藍調，改作厚重、陰沉的搖滾樂。他們很快創作出具有三全音即興重複段、黑暗歌詞和驚悚曲風的歌曲〈黑色安息日〉。它的靈感來自於恐怖片演員鮑里斯·卡洛夫的一部電影、以及恐怖小說家丹尼斯·惠特利的作品啟發。這首發出不祥聲音的曲子帶著十分黑暗的氛圍，與當時（60年代後期）盛行的流行音樂、民俗音樂和嬉皮文化形成鮮明對比，猶大祭司主唱羅柏·哈爾福德後來表示它「可能是有史以來最邪惡的歌曲」。一次在靠近曼徹斯特的市鎮大廳演出時發生誤會，他們才發現跟另一支流行樂團撞名了。8月，他們根據自己寫的曲子將團名改成「黑色安息日」，並專注於創作類似的題材，試圖將恐怖電影的氛圍營造在音樂中。

### 《黑色安息日》與《偏執狂》（1970 - 1971年）
1969年8月30日，黑色安息日改名後的首秀在沃金頓。11月，他們與飛利浦唱片公司簽約。1970年1月，透過飛利浦唱片的子公司豐塔納唱片發行了〈邪女〉的翻唱版本，並登上BBC廣播一台播放。樂團也開始和唱片製作人羅傑·貝恩合作、錄製第一張專輯。這時成員仍對錄音工作一竅不通，他們只是進錄音室現場演奏完便搭船去德國表演了，連混音後製都沒參與到。

第一張專輯《黑色安息日》，封面背景位於英國牛津郡梅普爾達勒姆水磨

《黑色安息日》選在1970年2月13日、黑色星期五發行，登上英國專輯排行榜第8名。成員直到回英國才發現它登上排行榜了，吉澤當時仍覺得不可置信：「我一開始還以為有另一支叫做黑色安息日的樂團上榜了，怎麼可能是我們！」。四位成員各獲得105英鎊的預付版稅。5月，透過華納兄弟唱片公司在北美地區發行，登上告示牌二百強專輯榜第23名，年終總計在全球賣出超過一百萬張。這張專輯標誌著重金屬音樂的誕生：低沉邪惡的吉他、黑暗的鼓點節奏、和奧茲陰森詭異的歌聲。儘管它獲得了商業成功，一些樂評卻給予了負面評價，最著名的是《滾石雜誌》萊斯特·班恩斯的嚴厲看法：「鮮奶油樂團的陳腔濫調，像從教科書裡抄來的，譁眾取寵、呆板僵硬又滑稽。人聲稀稀落落、一大堆低音，整體不和諧，就像鮮奶油樂團，但更糟！」。即便毀譽參半，該專輯仍助樂團在主流市場上大量曝光，它已經獲得兩個白金唱片銷售認證，分別由美國唱片業協會和英國唱片業協會頒發。
《黑色安息日》在英美獲得巨大成功後，樂團於1970年6月回到錄音室工作，距離第一張專輯發行僅四個月。該專輯原本要命名為戰爭豬玀，因為主題是關於越戰，描寫政府如同邪惡女巫，士兵如同黑魔法，而戰爭就是製造死亡的巫術。但後來華納兄弟唱片公司不同意，因為擔心會觸犯美國政府，改命名為《偏執狂》，在同年9月18日發行，登上英國專輯排行榜第1名，擊敗滾石樂隊、齊柏林飛船、深紫和海灘男孩的專輯。同名歌曲〈偏執狂〉是在最後時刻才創作出來，只花了成員25分鐘構思，鼓手比爾·沃德回憶說：「當時製作人要我們再做一首短歌。我想出架構、東尼弄出吉他的重複段、奧茲哼出旋律、吉澤擬出歌詞。不到半小時〈偏執狂〉就誕生了」。該曲也作為單曲形式發行，在英國單曲排行榜登上第4名，是黑色安息日唯一進入英國十強的曲子。樂團也首次登上英國廣播公司的指標性節目「流行之巔」演出。
《偏執狂》延到1971年1月才在北美發行，登上告示牌200大專輯榜第12名。黑色安息日隨後第一次訪問美國，在紐約首次演出。在美國地區幾乎沒有電台播放的情況下，仍賣出四百萬張。如同《黑色安息日》，這張專輯也受到極端的正反評價，招致許多搖滾音樂人的批評。但在現代評論家所發表的回顧性樂評中，它受到崇高的定義。例如美國音樂資料庫AllMusic的史蒂夫·休伊認為《偏執狂》是「有史以來最偉大和最具影響力的重金屬專輯之一，它是音樂史上重新定義重金屬聲音和風格的里程碑」。美國《攪拌機雜誌》的班·米切爾說：「這是有史以來最偉大的金屬專輯」。它也名列《滾石雜誌》的「滾石雜誌史上最偉大的五百張專輯」第131名。《偏執狂》當時的熱賣也讓樂團在美國舉行首次巡演，並促使這張專輯的〈鋼鐵人〉發行為第二支單曲，雖然未登上前40名，但仍成為黑色安息日最經典的歌曲之一。

### 《現實之王》與《第四輯》（1971 - 1973年）

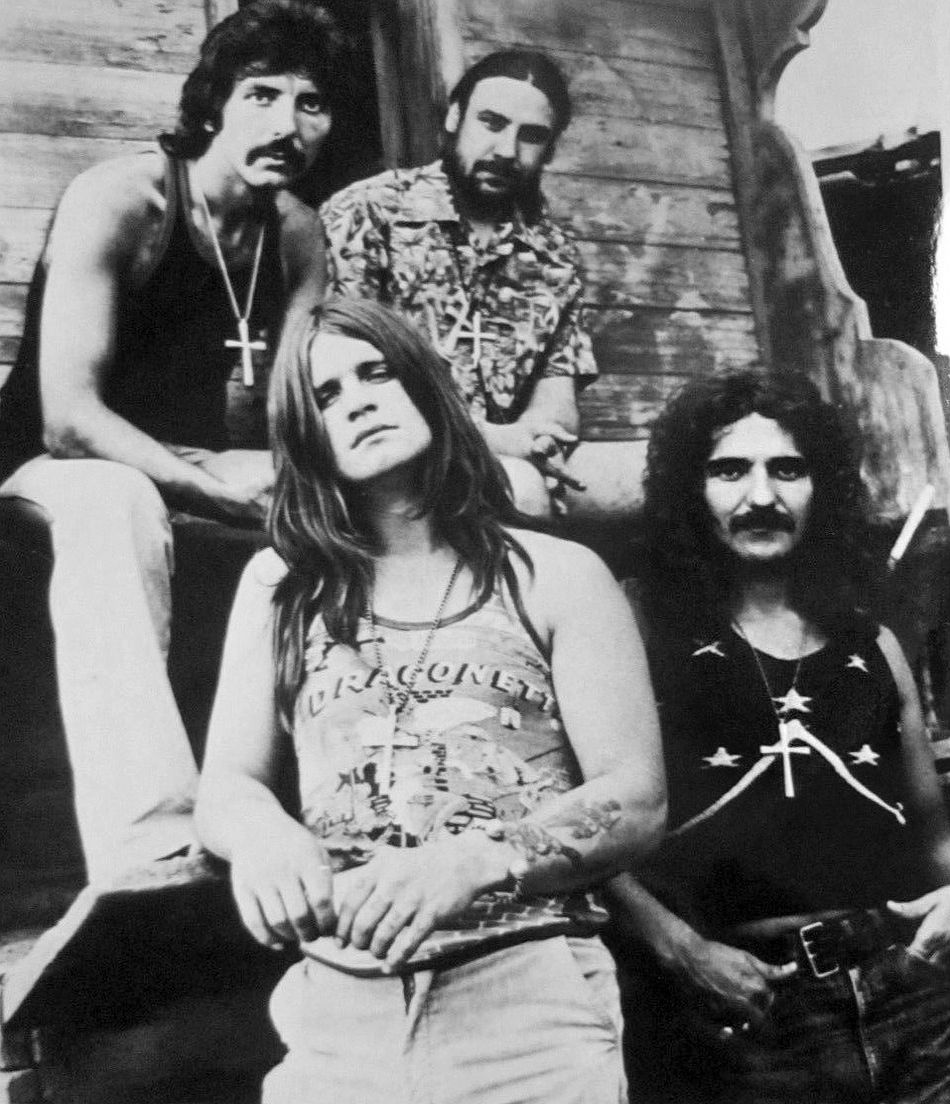
1972年的黑色安息日

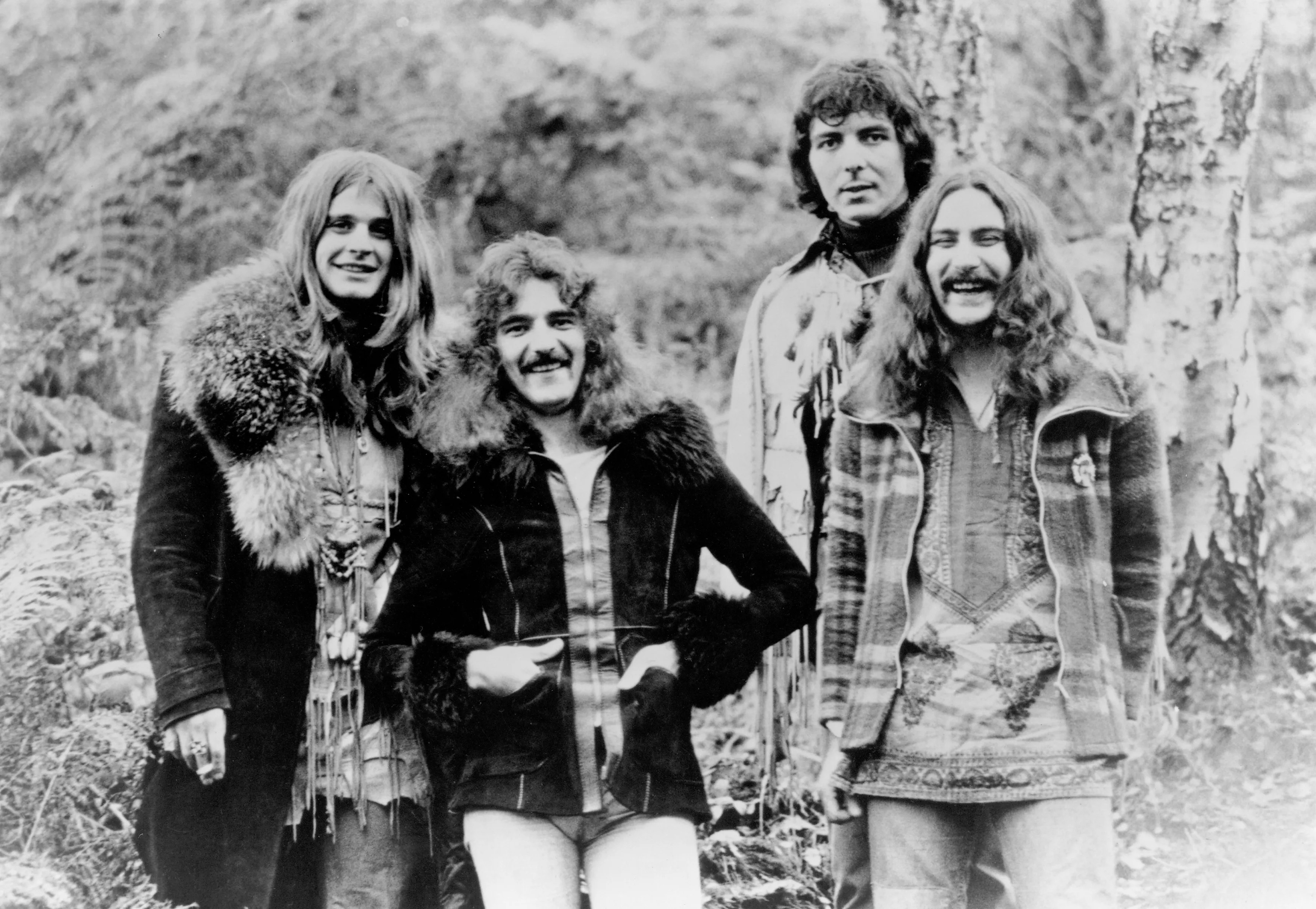
1973年的黑色安息日

1971年2月，參加澳大利亞Myponga流行音樂節的演出之後，黑色安息日回到錄音室開始第三張專輯的工作。因為先前成功的銷售成績，他們獲得更多的錄音資源，以及「裝滿一整個公文袋的現金」，成員拿去買了大量的古柯鹼。比爾回憶說：「當時是我們的古柯鹼時代」。
錄音工作在1971年4月完成，在7月21日發行了第三張專輯《現實之王》，同時在美國和英國登上前十名，兩個月內售出超過兩百萬張，獲雙白金唱片認證。這張專輯銷量突出，但《滾石雜誌》在當時依然給予了著名的負面評價：「幼稚、簡單、重複」。然而，該雜誌在三十年後更改了評價，將它列為「史上最偉大的五百張專輯」第300名。
挾帶《現實之王》的熱銷，樂團舉行了出道三年來最大的世界巡演，比爾回憶說：「樂團開始變得非常疲倦、大家都很累，我們不斷在路上趕行程，一年接著一年，不斷的巡演和錄音。我想前三張專輯是我們的一個時期，接下來樂團內部就出現明顯的變化了」。
1972年6月，樂團在洛杉磯好萊塢植物錄音室進行新專輯錄音工作，錄音過程中成員除了寫歌、練團，都在縱情享樂與吸食毒品。奧茲回憶說：「我們嗑掉了超多古柯鹼，現在當我聽〈超級航海員〉的時候，好像還可以嚐到那東西的味道，整張專輯聽起來就像有人在你的耳朵裡灌毒。如果你仔細看唱片內頁，你就會看到一段字'向洛杉磯偉大的可樂（古柯鹼）公司致敬'」。東尼也說：「這張專輯最終聽起來有點怪怪的。那時候我們整天只有四樣東西：音樂、女人、酒，還有多到無法想像的古柯鹼」。新專輯原先要命名為雪盲，獻給成員新發現的愛物古柯鹼，但唱片公司不同意用這個名字，改為《第四輯》。比爾說：「又沒有第一二三輯，這真是個愚蠢至極的專輯名」。
《第四輯》在1972年9月25日正式發行，樂評依舊不屑一顧，但銷量在一個月內就獲得金唱片認證。黑色安息日四次在美國發行專輯全都賣破一百萬張。憑藉更多的錄音時間，樂團的創作出現更多新的元素，如弦樂、鋼琴，以及更複雜的編排和實驗性。收錄曲〈明日之夢〉也發行為單曲，但未在榜上有好成績。繼美國的巡演，1973年樂團再次前往澳大利亞，隨後是第一次到紐西蘭演出，接著移師到歐洲大陸巡迴。

### 《血腥安息日》與《破壞者》（1973 - 1976年）
世界巡迴結束後，樂團回到美國洛杉磯開始錄下一張專輯，但由於實質問題和累積的疲勞，足足一個月他們無法創作出任何東西。於是樂團選擇回到英國，租下位在迪恩森林的克利韋爾城堡作為錄音場地。奧茲回憶說：「這座鬼堡有一條護城河、釘狀城門，還有個老舊、陰暗、發霉的大地牢，而我們把這地牢當作練團室。在洛杉磯錄音的時候，我們幾乎嗑藥嗑到掛。而在鬼堡，唯一的危險只有把自己嚇死，我們真的非常擅長把自己嚇到屁滾尿流」。
城堡陰森的氣氛幫助了樂團，東尼在地牢中彈出〈血腥安息日〉的樂句後，四人順利展開創作。1973年12月1日，發行第五張專輯《血腥安息日》，登上英國榜第4名和美國榜第11名。這一次，黑色安息日獲得主流媒體的一致好評。《滾石雜誌》評論：「非常扣人心弦」。線上音樂資料庫Allmusic評論：「這是一張傑作，重金屬的必收經典」。至此，黑色安息日已連續拿了五張白金唱片認證。
樂團於1974年1月開始世界巡演。4月6日在加州安大略的加州音樂節上，黑色安息日的舞台吸引了超過二十萬名觀眾聚集。這次盛會同時還有深紫、老鷹樂團、愛默生、雷克與帕瑪、大地風火等流行樂團參與，部分演出並由美國廣播公司播出，讓樂團接觸到更廣泛的美國觀眾。同年，樂團將經紀人換成唐·亞頓，這一舉動導致樂團與前管理層的合約糾紛。
1975年2月，樂團在英國倫敦的摩根錄音室開始錄下一張專輯。這次在法律困境中的他們決定要改變風格，將憤怒化成更厚重的音樂。東尼說：「我們可以持續採用更多的技術、更多的管弦樂。但看看我們自己，這不是我們想要的，我們想做一張搖滾專輯」。同年的7月28日，樂團發行第六張專輯《破壞者》，登上英國榜第7名、美國榜第28名。《滾石雜誌》評論：「這可能是他們有史以來最好的作品」。而Allmusic則評論：「黑色安息日以前神奇的化學反應已開始崩解」。
雖然《破壞者》在英美依然保持在前二十強的銷售名次，但這次是黑色安息日第一次沒達到白金唱片的數字，銷量只獲得了金唱片認證。世界宣傳巡演也因奧茲的摩托車事故受傷而在1975年11月終止。同時，成員間開始出現矛盾。東尼抱怨沒有私人時間、吉澤對填詞感到厭煩，以及不停醉酒嗑藥的奧茲。他們還面臨著收入糾紛、稅務問題、法律訴訟等各種壓力。12月，樂團的唱片公司發行一張精選專輯《我們為搖滾出賣了靈魂》，最終在美國賣了兩百萬張。

### 《工業迷幻》與《永不言敗!》（1976 - 1979年）

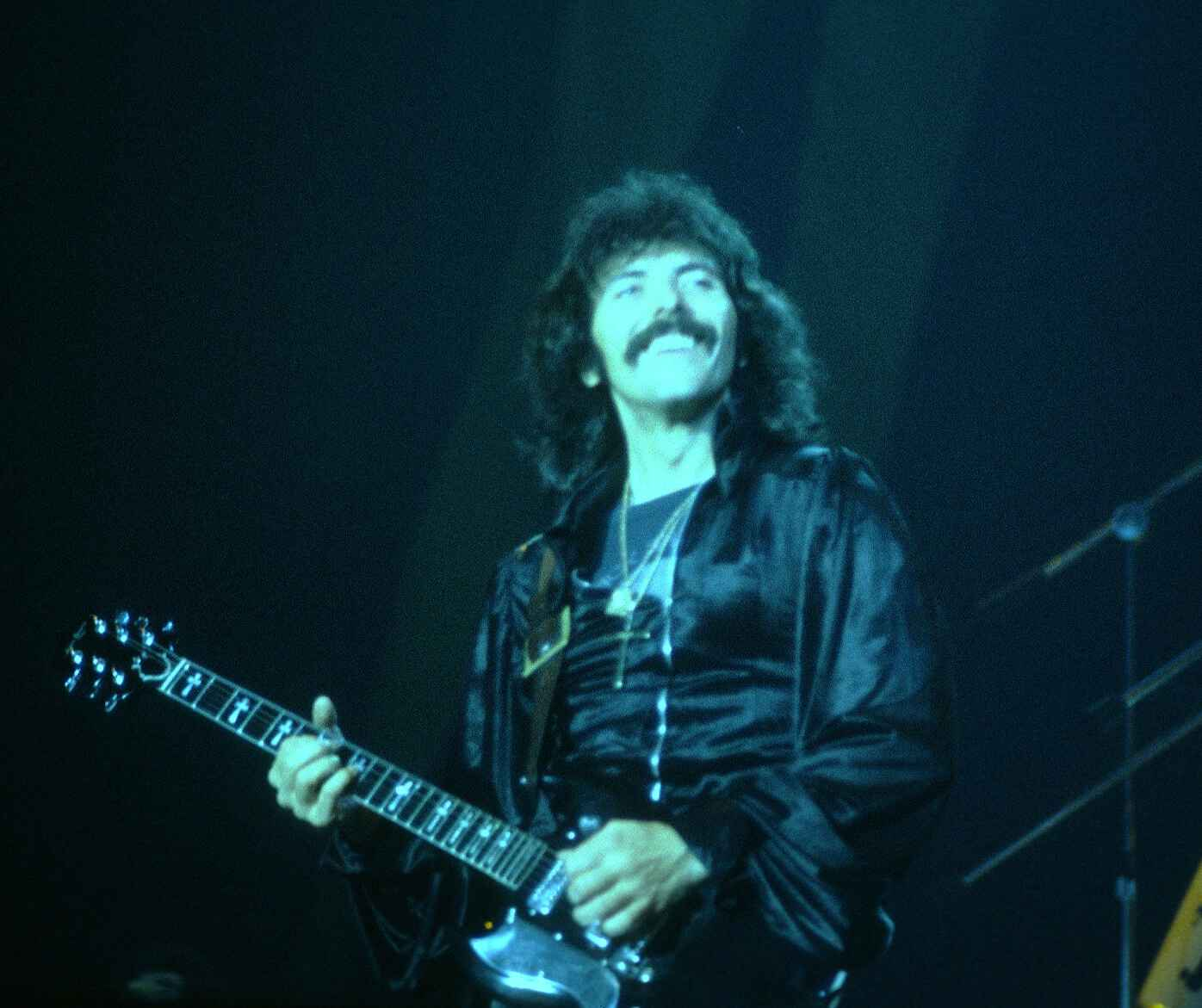
1978年在美國紐黑文體育館表演的東尼·艾歐密

1976年6月，樂團在美國邁阿密的標準錄音室開始錄下一張專輯。為了使聲音更豐富，樂團聘用鍵盤手傑拉德·伍德羅來加入錄音，他也曾參與過《破壞者》的錄製。這次錄音期間，奧茲回憶說：「我已經被樂團內部壓力搞到瘋掉，我們和律師開會的時間，比花在音樂上的時間還多。」他對黑色安息日已失去熱忱，開始考慮離開樂團，並思索與其他音樂人合作發展的可能性。9月25日發行了第七張專輯《工業迷幻》，評價也褒貶不一，Allmusic指出：「樂團以驚人的速度瓦解」。這張專輯的沉重氛圍、毀滅金屬的元素已然減少，取而代之的是更多的合成器和快節奏的搖滾歌曲。《工業迷幻》未能在美國達到前五十強，也是連續第二張達不到白金唱片認證的專輯，它在1997年才被證實達到金唱片認證標準。11月，樂團展開新專輯宣傳巡迴。
1977年11月，在排練他們下一張專輯、進入錄音室的前幾天，奧茲突然宣布退出黑色安息日。東尼找了戴夫·沃克來遞補主唱，他曾經是佛利伍麥克的成員。於是戴夫·沃克從加州飛到伯明罕，與黑色安息日排練。1978年1月8日，黑色安息日與主唱戴夫·沃克在英國廣播公司電視進行了他們唯一一次的現場表演。戴夫後來回憶說，他在伯明罕一家酒吧碰到奧茲：「他並沒有打算也沒有承諾要完全離開黑色安息日」。戴夫轉述奧茲當時的原話「我對黑色安息日最後那張專輯非常沮喪。我們只為了離開唱片公司、只是為了啤酒和錄下聲音罷了」。戴夫也說，他待在黑色安息日的短暫時間裡寫了很多歌詞，但沒有被採用過。若不是被英國廣播公司的攝影機拍過影像，世人大概也不會察覺到他參與過。
奧茲最初組成了個人項目，樂手包括約翰·弗雷澤-邦尼、泰瑞·霍布里和安迪·比耶爾訥。1978年1月，奧茲退出三周後，在其他成員要求下，他回來與黑色安息日錄製新作品。他們為了避稅而到加拿大錄音，花了五個月時間完成。東尼說：「我們花了很長時間，每個人都嗑藥嗑茫了，幹了一堆蠢事。沒人在創作上有進展，大家都在玩不同的東西」。奧茲則說：「很顯然，樂團裡有些東西已經改變了，尤其是我和東尼的關係，我們完全不想和對方溝通」。9月28日發行了第八張專輯《永不言敗!》，英國榜第12名、美國榜第69名。樂評反映普遍不佳，並且也沒有隨著時間推移而改變。AllMusic評價道：「該專輯失焦的歌曲反映出樂團緊張的內部關係，還有多年累積的藥物濫用問題」。奧茲在2013年針對這張專輯回應：「我下樓去錄音室，結果聽到一個像爵士樂隊在演奏的鬼聲音。這真的是黑色安息日嗎？我看我還是閃人好了。它是我做過最糟的工作，我對這張專輯感到噁心」。該專輯中的單曲〈永不言敗!〉和〈艱苦長征〉，在英國單曲榜都擠入前四十強，樂團也二度登上「流行之巔」演出。這張專輯花了近二十年的時間在美國獲得金唱片認證。
1978年5月起，展開宣傳新專輯的巡演，由美國新組成的樂團范海倫固定暖場。充滿活力的范海倫和顯露疲態的黑色安息日出現了鮮明對比，樂評認為他們「大勢已去、疲憊、不受歡迎」。6月在英國漢默史密斯的演出實況後來發行為DVD。12月11日在阿布奎基市是巡迴的最終站。
巡迴結束後，樂團回到洛杉磯，在那裡他們花了近一年時間為下一張專輯準備。然而成員間仍存在矛盾與衝突。東尼一遍又一遍的要求奧茲重唱，產生爭執。整個樂團都深陷在濫用酒精和其他藥物的情形，但東尼回憶說：「奧茲和我們完全是不同等級的誇張」。奧茲也逐漸拒絕唱東尼寫的歌，加上來自唱片公司的壓力與挫折，東尼在4月27日把奧茲從黑色安息日開除。東尼後來在自傳中表示，奧茲因為過量的喝酒嗑藥，出了無數次的糗。還說早在學生時期就不喜歡他。而奧茲也在自傳中表示：「嗑藥喝酒是整團都在幹的事，不是你嗑就是我嗑、或是整團都在嗑。不過我已經不在乎了，這樣對大家都好」。因比爾和奧茲的關係較好，開除是由他負責告知。他說：「我希望我是專業的音樂人，但我可能不是。其實，當我喝醉我也會變得很可怕。酒精絕對是對黑色安息日最有害的事情之一，我們注定要互相毀滅，這個樂團已經中毒了，而且毒性很深」。

### 《天堂與地獄》與《暴民萬歲》（1979 - 1982年）

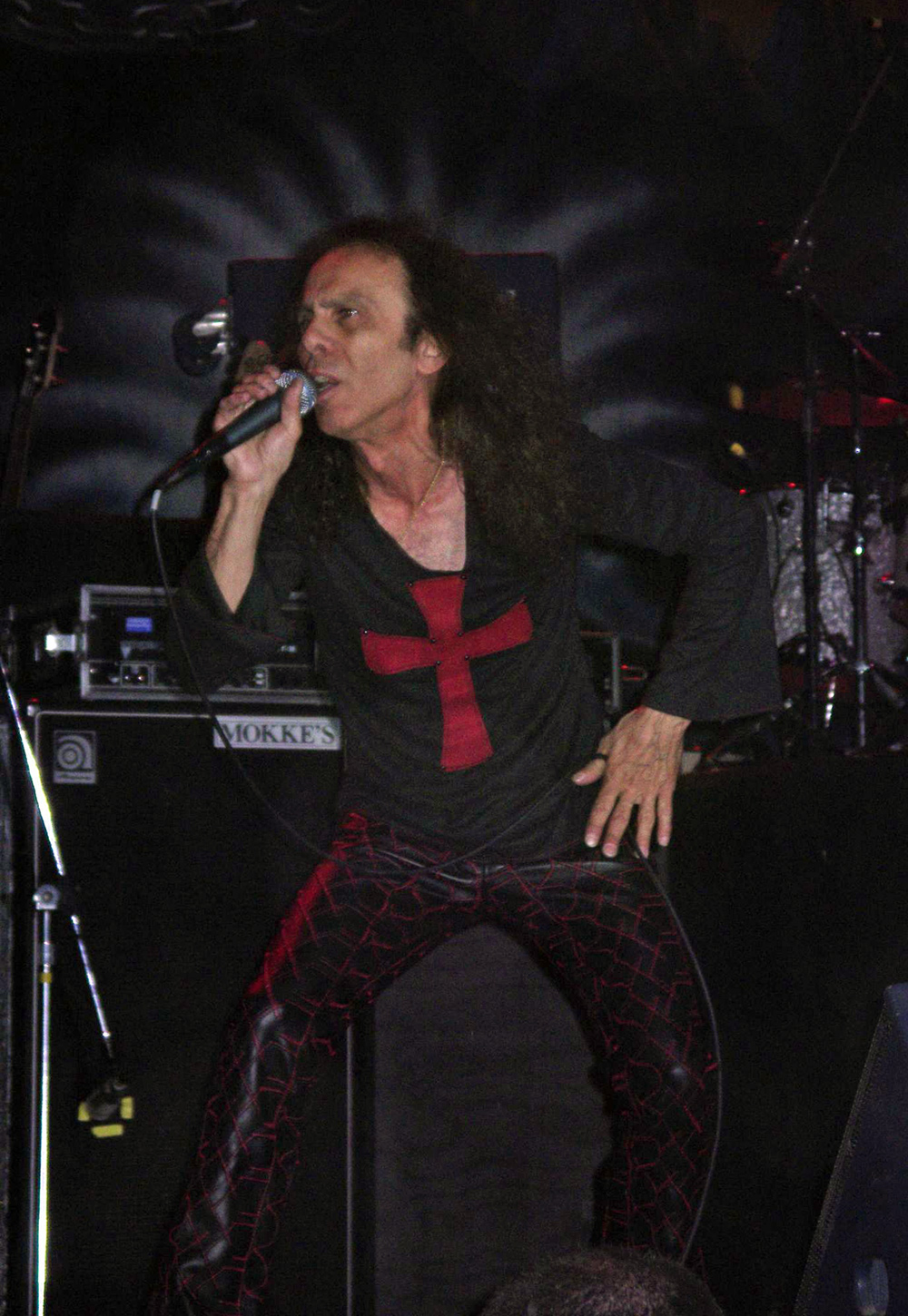
接替奧茲的羅尼·詹姆斯·迪歐

1979年5月，樂團經紀人唐·亞頓的女兒莎朗·亞頓（後來名為莎朗·奧斯本），建議原彩虹的主唱羅尼·詹姆斯·迪歐來接替奧茲的位置。而唐·亞頓曾不斷試圖說服奧茲回黑色安息日，因為他認為原始陣容最有利可圖。迪歐在6月正式加入，樂團開始創作下一張專輯。迪歐與奧茲有明顯不同的歌聲風格，他的加入代表黑色安息日的音樂將發生變化。東尼表示：「他們完全不同。迪歐不僅歌聲過人，做事態度也過人。奧茲是一位偉大的藝人，但是當迪歐加入，他就帶來不同的態度、不同的歌聲和不同的音樂方式。迪歐會在吉他重複段上唱歌，而奧茲會跟隨重複段，就像〈鋼鐵人〉一樣。迪歐給了我們另一種寫歌的角度和靈感」。
基於個人原因，貝斯手吉澤·巴特勒於1979年9月暫時離開樂團。迪歐以前在精靈的成員克雷格·格魯伯被聘請支援，協助新專輯的貝斯錄音。格魯伯很快就被替換為傑夫·尼可拉斯，這個新陣容於11月返回標準錄音室開始錄製專輯。吉澤於1980年1月回到樂團，傑夫則改為鍵盤手。1980年4月25日，發行了第九張專輯《天堂與地獄》，獲得一致好評，在發行十多年後，Allmusic說這張專輯是：「黑色安息日最好的專輯之一，樂團聽起來像是換了血重生」。這張專輯是一個商業上的成功，特別是在美國，登上告示牌二百強專輯榜第28名，最終在美賣出一百萬張，英國榜則登上第9名。1980年4月17日，以迪歐為主唱的黑色安息日展開了世界巡迴。
英國音樂記者米克·沃爾在他的書《宇宙之兆：黑色安息日》中寫道：「在英國，《聲響》雜誌已經開始倡導一股新的音樂現象，稱之為『英國重金屬新浪潮』...在這個時機點上，黑色安息日也重生了，他們閃閃發光、發出新的聲音、新的主唱和頂尖的新專輯，也被視為搖滾樂復興的一部分」。
整個1980年，黑色安息日都在美國巡演，並與藍牡蠣共同演出，稱為「黑與藍之旅」。在紐約拿騷老兵紀念體育館的演出，後來發行為現場影像專輯《黑與藍》。7月26日，樂團在洛杉磯紀念體育場的演出聚集七萬五千人。巡演中途，英國的前東家發行了一張現場專輯《暗夜現場》，登上英國榜第5名。這張專輯的初始版本並沒有得到樂團的認可發行，而且還將主唱的名字誤植為「奧西·奧斯本」。這張現場專輯直到2010年9月27日才受到樂團批准重新發行。

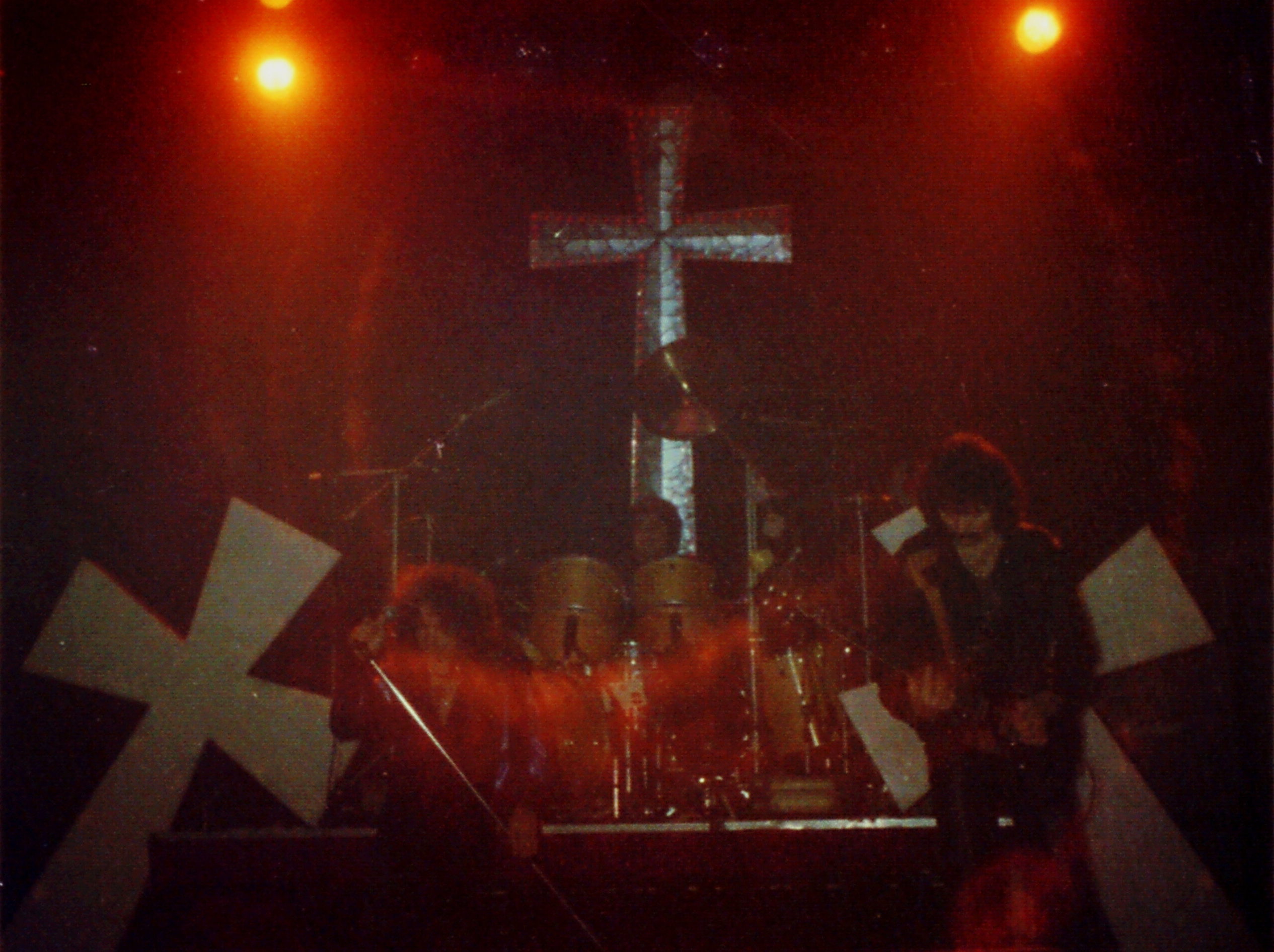
1981年的黑色安息日

1980年8月18日，在美國明尼亞波利斯演出之後，鼓手比爾·沃德退出黑色安息日。他說：「我不能忍受沒有奧茲的舞台，我二十四小時都在喝酒，酒精中毒的很慘」。吉澤·巴特勒說：「演出後比爾就醉倒了，我們說他可能是個火星人，他就生氣的打包行李，坐上公車走了」。樂團後來找了溫尼·亞派斯遞補鼓的位置。
1981年2月，樂團完成了天堂與地獄世界巡迴演唱會，回到錄音室開始錄下一張專輯。11月4日發行第十張專輯《暴民萬歲》，受到樂迷好評。但也有一些批評，《滾石雜誌》給了一顆星，認為「樂團像以往一樣沉悶空虛」。不過，就像黑色安息日早期的作品一樣，媒體的意見會隨著時代不同而改變。發行十年後，Allmusic表示《暴民萬歲》是一張優秀專輯。該專輯也獲金唱片認證，並登上英國榜前二十強。專輯主打歌〈暴民萬歲〉是在約翰·藍儂的英國故居錄音的。這首歌也被1981年的美國動畫電影《重金屬》採用。
不滿前東家的私售專輯《暗夜現場》素質不佳，樂團在1982年12月發行《罪惡現場》，內容皆為暴民萬歲巡迴之旅的現場收音。然而在混音製作的過程中，迪歐帶著鼓手溫尼退出樂團了。東尼和吉澤則指控說，迪歐在半夜跑進錄音室，提高他的歌聲音量。此外，迪歐也不滿意作品的圖案設計。吉澤還指控迪歐和溫尼在混音過程中，瞞著其他成員進行自己個人專輯的工作。東尼則表示：「迪歐已經開始有點管太多，變得有點希特勒。事實上，我們戲稱他為『小希特勒』。我想，他以自己的方式表達自己，他說話的方式，可能給外界的印象不是太好，但他通常沒什麼惡意，迪歐只是個性直言不諱的人」。迪歐則否認進錄音室調音量一事，並指責東尼和吉澤造謠：「當談到人聲表現時，沒人有意見，沒人！因為他們知道沒有我會唱，所以我做我想做的事情」。他也說：「我拒聽《罪惡現場》，因為它有太多問題了。如果你看看專輯封底，主唱擠在角落，鼓手被煙霧蓋住，只有大大的東尼在中間。打開專輯看看有多少東尼的照片，我和溫尼又有多少？」。
1982年11月，離開黑色安息日的迪歐和溫尼成立了自己的迪歐樂團。而《罪惡現場》銷量輸給奧茲的個人現場專輯《惡魔語錄》。東尼則緊急找來猶大祭司的主唱羅柏·哈爾福德，支援剩下的三場演出。

### 《魔頭轉世》（1983 - 1984年）

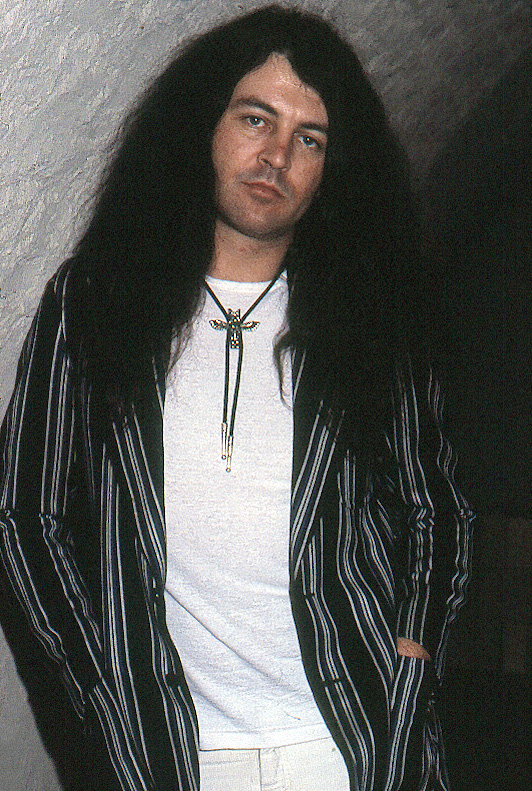
1983年，加入黑色安息日的前深紫主唱伊恩·吉蘭

剩下的兩個原始成員東尼和吉澤，開始試聽新主唱人選的歌聲音源，包括參孫的尼克·摩爾和孤星的約翰·斯洛曼。12月，最終他們決定由前深紫的伊恩·吉蘭擔任新主唱。原本東尼想改掉團名，不再叫做黑色安息日，但唱片公司不斷施壓，迫使他保留團名。樂團到牛津郡的莊園錄音室開始錄下一張專輯。1983年6月，原鼓手比爾重返樂團。8月7日發行第十一張專輯《魔頭轉世》，雖然樂團運作良好，但顯然吉蘭的風格與黑色安息日的聲音不適合。1992年，吉蘭告訴導演馬丁·貝克：「我是黑色安息日最糟糕的一任主唱，這完全不是他們以往做過的任何音樂，我不穿皮衣，我沒有那樣的形象。我認為樂迷可能也處在完全混亂的狀態」。東尼則表示：「伊恩是一個偉大的歌手，但是他的背景完全不同，這讓他很難唱黑色安息日的歌、很難融合進來」。《魔頭轉世》得到很多負面評論，但它其實算是張商業成功的專輯，在英國榜達到第4名、美國榜也進入前四十強。經過十年後的評論也依然不佳，Allmusic認為這張專輯是齣「慘劇」，並指出：「吉蘭的藍調風格和幽默歌詞，和帶有陰暗末日氣息的黑色安息日是完全搭不上邊的」。
雖然比爾參與了整張專輯的錄音工作，但由於長途旅行會帶來的壓力，使他缺席了世界宣傳巡迴，並且在專輯發行後又退出了樂團，回到洛杉磯治療養病。比爾後來說：「我無法出國參加巡迴，我對長途跋涉感到害怕。我用飲酒來抗拒恐懼，真是大錯特錯」。鼓手由前電光交響樂團的貝夫·貝文接替。1983年8月7日，樂團重整旗鼓展開魔頭轉世巡迴之旅（後來經常被樂迷俗稱為「死亡安息日'83 - '84世界巡迴之旅」）。他們開始與鑽石頭、悄聲暴動、夜巡者合唱團合作演出。也在英國雷丁里茲音樂節演奏了深紫的名曲〈水上煙〉。
魔頭轉世巡迴之旅曾準備了一組巨石陣道具，東尼在自傳中回憶說：「這是吉澤的點子，但是設計師看錯尺寸。幾個月後，這些舞台布景運來之後，我們全嚇呆了，所有這些巨大的柱子就跟臥室一樣寬，我們有所有的東西都被這些怪物吞噬了，它是由玻璃纖維和木材組成的、而且他媽的有夠重」。吉澤解釋說：「這是經紀人唐·亞頓想出來的，他想將舞台設置為巨石陣、然後寫下設計圖，交給我們的巡迴經理。他寫的單位是米，但其實他的意思是英尺，所以人家看到的要求就是十五米，而不是十五英尺啦！這麼巨大的東西沒法放在任何舞台上，我們只能丟到倉庫去。它大概是地球上花最多錢卻完全沒屁用的建築物了」。

### 面臨困境與《銀河七號星》（1984 - 1986年）
1984年3月，魔頭轉世巡迴之旅結束後，伊恩·吉蘭便辭去主唱，加入解散後重組的深紫樂團，貝文也退出，黑色安息日開始一段漫長的沉寂轉型。伊恩表示：「我和貝文就像是幫東尼打工的」。樂團隨後在洛杉磯找來一位素人大衛·多納托來接任主唱。新的陣容花了整個1984年在練團寫歌，並在10月錄好了試聽帶。但不久後，大衛就和樂團分道揚鑣。隨著樂團陣容又缺損，吉澤在11月也離開黑色安息日，組成自己的獨奏樂團。他說：「我完全離開了。當我們和伊恩合作時，它不應該是一張舊的黑色安息日專輯。在我們完成專輯後，我們把它給華納兄弟唱片，他們說會把它做成一張黑色安息日專輯，我們卻改變不了什麼。我真的失望了，伊恩真的很生氣。那氣氛持續了一張專輯和一個巡迴，就這樣了」。
吉澤退出後，只剩下東尼一個原始成員，黑色安息日等同活動休止。東尼只得和長期支援錄音的鍵盤手傑拉德開始個人專輯。1985年7月13日，在美國費城舉行拯救生命慈善演唱會上，所有創始成員（包括奧茲）都同意，以黑色安息日的原始陣容同台演出。這是自1978年以來首次以原始陣容出現在舞台上，同時，另一支重金屬元老樂團齊柏林飛船也為此暫時重組登台。之後，東尼回到他的獨奏作品發展，找來了貝斯手戴夫·斯匹茲、鼓手艾瑞克·辛格，最初他打算使用多個主唱，如猶大祭司的羅柏·哈爾福德、前深紫的葛倫·休斯，以及離開的迪歐，但這項計畫沒有實現。東尼說：「我們打算在專輯中以嘉賓客串的方式，邀請不同的歌手來演唱。但它是如此難以實現，並且還要得到他們各自的唱片公司批准。只有葛倫·休斯來唱了一首，於是我們決定整張專輯都讓他唱」。
經過半年的錄音製作，這張獨奏專輯命名為《銀河七號星》。華納兄弟公司拒絕讓東尼以個人名義發行，堅持使用黑色安息日的名義。經紀人唐·亞頓居中協議後，決定以「黑色安息日之東尼·艾歐密」名義，在1986年1月發行。東尼說：「我想如果我們以獨奏專輯來發行，它會比較容易被樂迷接受」。該專輯登上美國榜第78名。它融入更多的硬式搖滾元素，而一些含有藍調的感覺。發行時也因此受到一些批評，然而多年後，如Allmusic給了它正面評價：「這張專輯經常被誤解和低估」。
雖然東尼的個人樂團被迫使用黑色安息日的名字，這個新陣容仍排練了六個星期，準備舉行一次完整的世界巡演。葛倫·休斯說：「我加入的是『東尼·艾歐密樂團』，但我沒有加入『黑色安息日』，我對成為黑色安息日成員的想法沒興趣。若葛倫·休斯在黑色安息日當主唱，那就像詹姆士·布朗在金屬製品唱歌一樣，行不通的」。巡迴開始的前四天，葛倫·休斯和樂團的演出經理約翰·唐寧在酒吧打架，導致他眼眶受傷，影響了歌唱能力。於是樂團找來雷·葛倫替補，並計畫和炭疽樂隊共同巡演，但將近一半的美國行程因門票銷售不佳而取消。
接下來接任的主唱是誰具有爭議，前約書亞的主唱傑夫·范荷不斷堅稱，他在1985年1至5月間擔任過黑色安息日的主唱，東尼從未證實他的聲明。傑夫在評論家蓋瑞·夏普揚的書《血腥安息日：黑色安息日之戰》中，詳細敘述了他與東尼的事情。

### 《不滅偶像》、《斷頭十字》與《戰神提爾》（1986 - 1990年）
1986年10月，黑色安息日開始準備下一張專輯，他們到蒙哲臘著名的空中錄音室與製作人傑夫·格萊克斯曼合作。然而一開頭就產生問題，製作人臨時替換成維克·蓋布斯-海文，貝斯手戴夫·斯匹茲因個人問題離開。於是樂團找來前彩虹、與奧茲合作過的貝斯手鮑勃·戴斯利支援，重新錄製所有的貝斯音軌，並寫了專輯中的歌詞，但專輯完成之前，鮑勃和鼓手艾瑞克決定退出，兩人加入蓋瑞·摩爾的伴奏樂團。這時製作人再次換成克里斯·桑格瑞斯，樂團回到英國的摩根錄音室工作。然而，新主唱雷·葛倫突然離開黑色安息日，和約翰·賽克斯另組了恐怖謀殺。樂團接著找來前聯盟的主唱東尼·馬丁重錄雷·葛倫的音軌，前鼓手貝文則回來支援一些鼓的錄製。在新專輯發行前，黑色安息日接受一項提議，到南非的太陽城進行六場演出。然而當時正值南非種族隔離時期，樂團招致許多批評，包括反對種族隔離藝術家聯盟，該組織自1985年起便一直在抵制南非。貝文因拒絕參與演出，由前衝擊合唱團的鼓手泰瑞·喬斯取代。
在將近一年的製作後，1987年12月8日發行第十三張專輯《不滅偶像》，它花了六個星期才登上美國榜第168名，在英國榜則只到第66名。當代評論家對它抱著忽視態度，現今網路時代的評論則是正反面皆有，AllMusic表示：「馬丁強大的歌聲給樂團帶來新的火力，而東尼的即興彈奏是那十年間最重的一次，無可否認。這張專輯可能是黑色安息日最不受關注的佳作」。《攪拌機雜誌》給了這張專輯兩顆星，稱：「黑色安息日名存實亡」。樂團舉行了世界巡迴，首次在希臘演出，不幸的是，由於南非事件的反彈，其餘歐洲演出行程被取消。巡演前不久，前維吉尼亞之狼的貝斯手喬·伯特前來支援。
由於《不滅偶像》表現不佳，黑色安息日被眩暈唱片和華納兄弟唱片公司拋棄，樂團改與I.R.S.唱片簽約。樂團在1988年8月回到錄音室開始準備下一張專輯，鑒於《不滅偶像》錄製時的種種問題，東尼決定自己擔任製作人，他說：「這是全新的開始，我不得不全盤重整、考慮全局，我們需要再次建立一些信譽」。東尼找來了前彩虹的鼓手科茲·鮑威爾、長期支援的鍵盤手傑拉德·伍德羅和臨時貝斯手勞倫斯·科特爾，並在英國租了一間非常便宜的錄音室。
黑色安息日在1989年4月24日發行第十四張專輯《斷頭十字》，它也受到當代樂評的忽視，直到多年後才受到回顧性好評，Allmusic表示：「它是非奧茲或迪歐的黑色安息日最佳專輯」。單曲〈斷頭十字〉在英國榜上達到第31名，在美國榜排名第115名。東尼邀請他的好友、皇后樂團吉他手布萊恩·梅在〈死神召換〉一曲中客串吉他。該專輯發行後，樂團增加了巡演貝斯手尼爾·莫瑞，他是白蛇的前成員。
5月，展開斷頭十字世界巡迴之旅，但由於門票的銷售情況十分糟糕，演出了八場後便宣告取消。歐洲之旅於9月開始，接著到日本演出，並與女子學院進行了23天的俄羅斯之旅。在時任蘇聯共產黨中央委員會總書記米哈伊爾·戈巴契夫向西方開放之後，黑色安息日是第一支到訪俄羅斯的樂團之一。
樂團於1990年2月回到錄音室，開始準備下一張專輯。1990年8月20日發行行第十五張專輯《戰神提爾》，專輯名稱和幾首歌曲名稱，暗示主題是北歐神話。該專輯在英國專輯榜上排第24名，首次沒有進入美國告示牌排行榜內。在網路時代後，它獲得不同的評價，Allmusic指出：「《戰神提爾》將神話故事與重金屬結合，展現黑色安息日的融合才華」。而《攪拌機雜誌》給了這張專輯一顆星，稱：「東尼和他不起眼的陣容，汙辱了黑色安息日的名號」。該專輯在歐洲舉行了宣傳巡演，然而最後七場表演因票房不佳而取消。這是黑色安息日第一次沒有到美國舉行宣傳新專輯的巡迴。

### 《人類終結者》（1990 - 1992年）

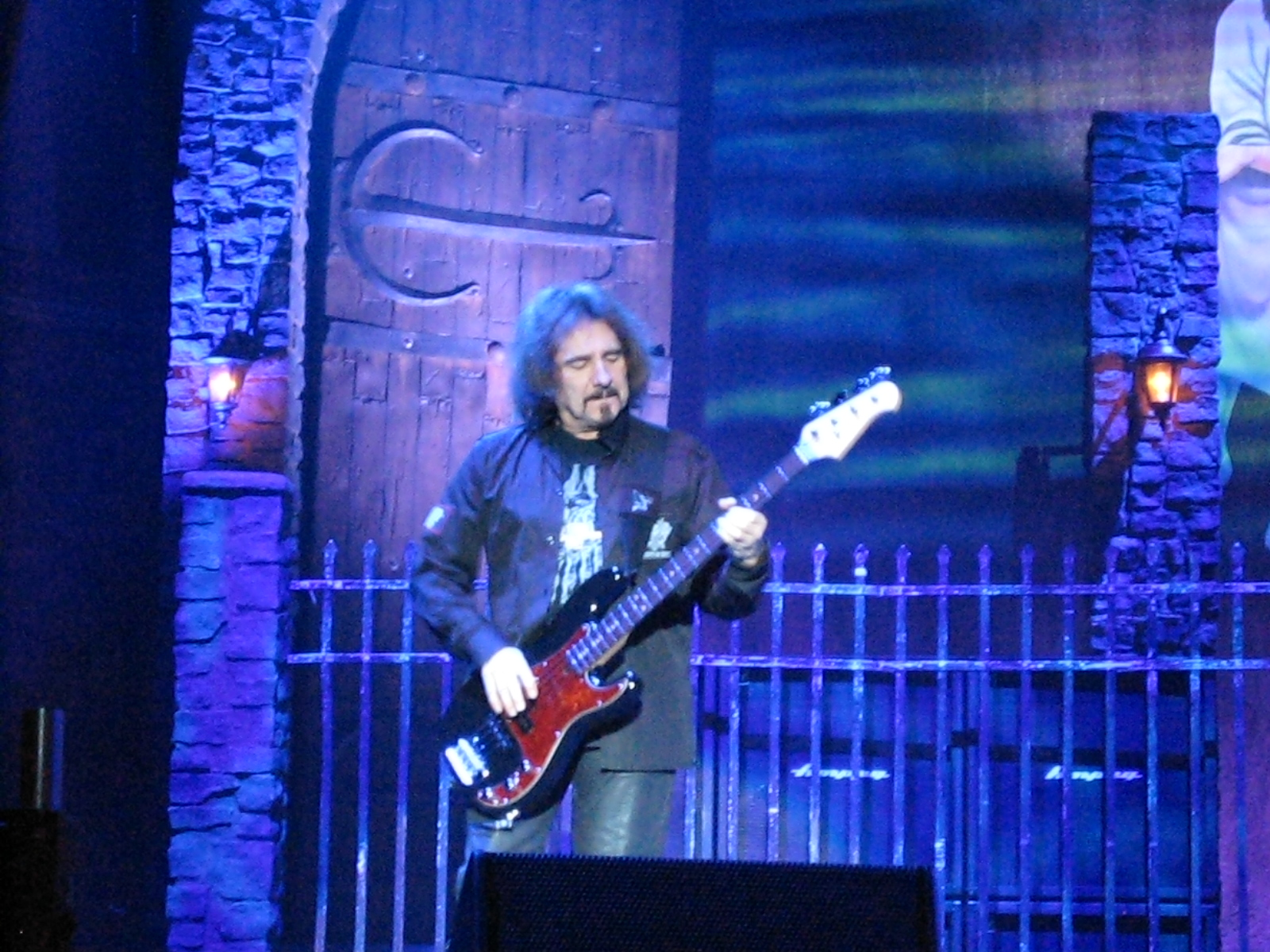
1990年的表演後，羅尼·詹姆斯·迪歐和吉澤·巴特勒（如圖）表示有興趣重新加入黑色安息日

前黑色安息日主唱羅尼·詹姆斯·迪歐在羅伊·威爾金斯禮堂，和前黑色安息日貝斯手吉澤·巴特勒共演了〈霓虹騎士〉後，兩人表示有興趣重新加入黑色安息日。吉澤說服了東尼改變陣容，他辭退了主唱東尼·馬丁和貝斯手尼爾·莫瑞。東尼表示：「從很多方面來說，我很遺憾。我們在一個很好的狀態，我們決定與迪歐重聚，我甚至不知道為什麼要這樣做，真的。有一些財務上的問題，但不是這樣。我認為，也許我們可以重新找回黑色安息日的東西」。
迪歐和吉澤在1990年秋天加入黑色安息日，和東尼、科茲·鮑威爾一起準備黑色安息日的新專輯。在11月份排練期間，鼓手科茲騎馬時發生意外，摔傷了髖部。因此無法完成專輯的工作，於是前任鼓手溫尼·亞派斯被找回來支援。至此，黑色安息日重返《暴民萬歲》時期的陣容，樂團與製作人萊因霍爾·梅克展開合作，這一年的錄音過程仍充滿問題，主因是東尼和迪歐在創作上的意見分歧，有些歌曲已重寫多次。東尼說：「這張專輯我們花了很多時間，努力的工作。但真的用了太久時間，還花了我們一百萬美金，真是他媽的可笑」。迪歐後來回憶起這張專輯製作，他表示過程很艱難，但值得付出努力：「有時候我們把自己搞得很痛苦，但我覺得這是必經之路。有時候就是需要緊繃的壓力，否則你最終會做出一張聖誕專輯」。
黑色安息日於1992年6月22日發行第十六張專輯《人類終結者》，美版則在6月30日發行，因迪歐和他的同名樂團仍與當時的唱片公司訂有合約。雖然專輯獲得不同的評論，仍是樂團十年來最大的一次商業成功。它登上美國榜第44名，單曲〈電視犯罪〉也進入搖滾歌曲四十強榜單，另一首〈時光機〉成為電影《韋恩的世界》插曲。此外，許多樂迷將這次的陣容視為「真正的」黑色安息日，這些回饋替樂團提供了一些急需的動力。
1992年7月展開新專輯的世界宣傳巡迴。巡演中途，前任主唱奧茲宣布將要退休，並邀請黑色安息日參加他的不再巡迴之旅，在最後兩場演出中開場。黑色安息日同意了，但迪歐反對，他告訴東尼：「我才不幹，我才不幫一個小丑暖場」。迪歐在幾年後的採訪中談到了當時的情況：「我在巡迴中途得知，我們將在洛杉磯幫奧茲暖場。我說：『不，抱歉，我還想保有面子』。很多八卦都在說，這造成了可怕的分裂。對我來說，他們同意在洛杉磯與奧茲同台，也說明他們有團聚的可能。顯然意味著目前這個陣容命不久矣」。
1992年11月13日，迪歐在奧克蘭的演出結束後退出黑色安息日。隔天，樂團參加了奧茲的退休演出，猶大祭司的羅柏·哈爾福德也加入，一同表演了兩晚。四位創團成員東尼、吉澤、比爾和奧茲，也同台演奏了一組簡短的黑色安息日歌曲，是自1985年拯救生命慈善演唱會後再度的團聚。

### 《十字的意義》與《惡靈禁忌》（1993 - 1996年）

1995年的吉澤·巴特勒

在參加完奧茲的退休演出後，鼓手溫尼也退出黑色安息日，改加入迪歐的樂團。東尼和吉澤招募了前彩虹鼓手巴比·隆迪利，並找回被辭退的前主唱東尼·馬丁。樂團進入錄音室，開始準備下一張專輯。但這時的陣容並不打算以黑色安息日的名義發行新作品。吉澤解釋說：「它根本就不應該是黑色安息日專輯，我甚至不會以黑色安息日為名來做這事。這是樂團之前在參加奧茲退休之旅時討論的。東尼和我找幾個人，然後做張專輯，就這樣。這就像一個東尼／吉澤的合作專輯」。
在他們唱片公司的壓力下，樂團於1994年2月8日以黑安息日的名義發行第十七張專輯《十字的意義》。這張專輯收到了不同的評論，《攪拌機雜誌》給了這張專輯兩顆星，稱：「聲音花園樂隊的《超級未知數》比這張粗糙的黑色安息日專輯好多了」。AllMusic則看法不同：「聽起來，《十字的意義》是自《魔頭轉世》之後，第一張真正的黑色安息日專輯」。這張專輯在英國榜居第41名、在美國榜是第122名。收錄曲〈邪惡之眼〉是與范海倫的吉他手埃迪·范·海倫共同創作的，但因華納兄弟唱片公司的限制而不受認可。2月展開新專輯的宣傳巡迴，暖場團包括摩托頭和病態天使。樂團於1994年4月13日在漢默史密斯拍攝了一場現場演出，並發行為實況錄影帶，附有一張題為「十字意義現場」的音源CD。1994年6月與大教堂歐洲巡演之後，鼓手巴比·隆迪利退出樂團，由創始鼓手比爾取代，繼續演出在南美洲的五場演唱會。
之後的巡迴途中，吉澤又退出了，他說：「我對黑色安息日新專輯的期待，最終還是完全幻滅了，我更喜歡我寫給黑色安息日做的東西」。吉澤成立了獨奏組合GZR，並於1995年發行了《塑膠星球》。該專輯收錄的〈無可救藥〉有一段暗示性歌詞，指向東尼與黑色安息日：「你抄襲和模仿，我們代表的精神，傳奇只存在你心中，你拋棄所有的朋友，你不能否認你錯了，靈魂已消逝」。東尼回應說：「我聽說了一些關於我的消息。後來拿到這張專輯，我放來聽了一次，然後就送給其他人了，所以我沒有專心注意到歌詞寫了什麼。...很高興看到他做自己想做的事情，把內心的東西秀出來。我不想和吉澤撕破臉，他依然是個朋友」。
在吉澤離開後，比爾也退出了。東尼找回前貝斯手尼爾·莫瑞和鼓手科茲·鮑威爾，回到《戰神提爾》時期的陣容。樂團邀請死亡人數的吉他手厄爾尼·C製作新專輯。這次他們還找了饒舌歌手Ice-T客串一曲和聲。1995年6月20日，樂團發行第十八張專輯《惡靈禁忌》，但在英美兩地都未上榜。這張專輯廣受評論家批評，AllMusic表示：「無聊的歌曲、可怕的製作和平庸的演奏，這是很容易避免的，除了熱情的死忠樂迷。鑑於樂團的悠久歷史，這是一件悲哀的事情」。《攪拌機雜誌》也說：「尷尬...黑色安息日最糟糕的專輯」。
1995年7月，黑色安息日與摩托頭開始世界巡演，但兩個月後，科茲因健康問題退出。由前鼓手巴比·隆迪利取代。東尼說：「我過去擁有的成員，巴比·隆迪利和尼爾·莫瑞，他們是偉大的人物，對我來說，我不知道我們應該怎麼做才算是理想的陣容，但巴比和尼爾真的很棒」。1995年12月，完成亞洲巡迴後，東尼讓黑色安息日休止活動，開始與前主唱葛倫·休斯、前猶大祭司的鼓手戴夫·霍蘭德進行新的個人專輯。這張專輯完成後並未正式發行，但是在不久後被稱為《銀河八號星》在盜版市場廣泛流出。直到八年後的2004年9月28日，才以《1996年DEP時期》為名正式發行。但發行時戴夫·霍蘭德在荷蘭被判強姦未遂罪，東尼不想讓這張專輯跟強姦扯上關係，所以其中的鼓聲由吉米·科普利重錄過。
1996年4月29日，I.R.S.唱片公司在合約到期前，發行名為《安息日樂團》的精選輯，收錄《魔頭轉世》到《惡靈禁忌》的歌曲。1997年，東尼解散了黑色安息日的當前陣容，正式與當初的創始成員奧茲·奧斯本、吉澤·巴特勒、比爾·沃德重組。原主唱東尼·馬丁聲稱：「自從1992年樂團參加了奧茲的退休巡迴之後，他們幾個老成員就已經開始有互動了」。馬丁後來回憶說：「《惡靈禁忌》是一張敷衍了事的填充專輯，為了離開唱片公司、擺脫主唱，以及促使原始陣容重聚。不過，我並不了解當時的訊息」。

### 《團圓》（1997 - 2006年）

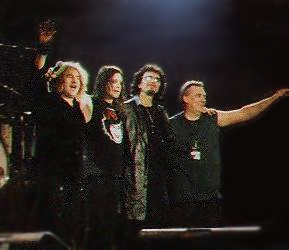
1999年，以原始陣容重新聚首的黑色安息日，他們正舉行「團圓世界巡迴之旅」

1997年5月起，黑色安息日在奧茲退休後創辦的重金屬音樂節奧茲音樂節上壓軸登台，但比爾因身體緣故不能參加，由奧茲的鼓手麥克·伯丁代為上陣。12月4至5日，東尼、奧茲、吉澤、比爾四人正式團聚，共同在伯明罕國家展覽中心登台，是1992年後首次的完整重聚演出。兩天的演唱會實況在1998年10月20日發行為雙碟現場專輯《團圓》，它在美國衝上專輯榜第11名，並獲得了白金唱片銷量認證。其中收錄的〈鋼鐵人〉現場版，獲得第42屆葛萊美獎「最佳金屬樂演奏獎」，當時〈鋼鐵人〉已經是具有三十年歷史的老歌了。《團圓》也收錄了兩首新曲〈瘋子〉和〈出賣我的靈魂〉，它們都登上了告示牌主流搖滾單曲榜前二十強。
1998年5月，樂團展開歐洲巡演之前，比爾在練團時手臂麻木，送醫後才發現是心臟病發作，於是鼓手臨時替換成前任的溫尼·亞派斯。比爾在1999年1月回到巡演陣容，並持續參加奧茲音樂節的演出。而成員各自的音樂事業也持續發展，東尼在2000年發行了第一張正式個人專輯《艾歐密》。奧茲也在2001年發行了獨奏專輯《腳踏實地》。
2001年，黑色安息日回到錄音室，四個創始成員和製作人瑞克·魯賓開始準備下一張專輯。但計畫臨時中止，奧茲被召回完成他的個人專輯曲目。東尼說：「只是走到盡頭了，我們沒有再往前走，這是個恥辱，因為歌真的寫得好」。他也評論讓所有成員一起錄製新專輯的工作難度：「我們都做了這麼多，但現在的錄音截然不同。在以前，沒人會有每五秒鐘響一次的手機。當初我們第一次開始的時候，我們手上什麼都沒有，但我們仍然齊心協力。現在每個人都在做這麼多其他的事情。這真是值得玩味，我們都有很好的溝通，但一起試著做張專輯已經變得完全不同了」。
2002年3月，由MTV在奧茲家中拍攝的真人實境節目《奧斯本一家》開播，該節目後來獲得黃金時段艾美獎「最佳真人秀節目獎」、英國榮耀獎。使得奧茲迅速在英美地區爆紅，電視名人的知名度甚至超越他的歌手身分。樂團的前東家聖殿唱片利用這個機會，發行雙碟現場專輯《前世今生》，收錄70年代時原始陣容的演出實況，登上美國榜第114名。樂團保持休息狀態，直到2004年夏天在奧茲音樂節登台。2005年11月，黑色安息日列名英國音樂名人堂。2006年3月，樂團又列名美國搖滾名人堂，在頒獎典禮上，金屬製品擔任頒獎人，鼓手拉爾斯·烏爾里希說：「如果沒有比爾、吉澤、奧茲、東尼，就不會有今天的我們。如果沒有黑色安息日，就不會有金屬製品。很顯然，如果沒有黑色安息日，硬搖滾和重金屬音樂也無法像今天這樣壯大」。隨後他們現場翻唱了兩首黑色安息日的歌曲致敬。

### 《迪歐年代》和天堂與地獄（2006 - 2010年）

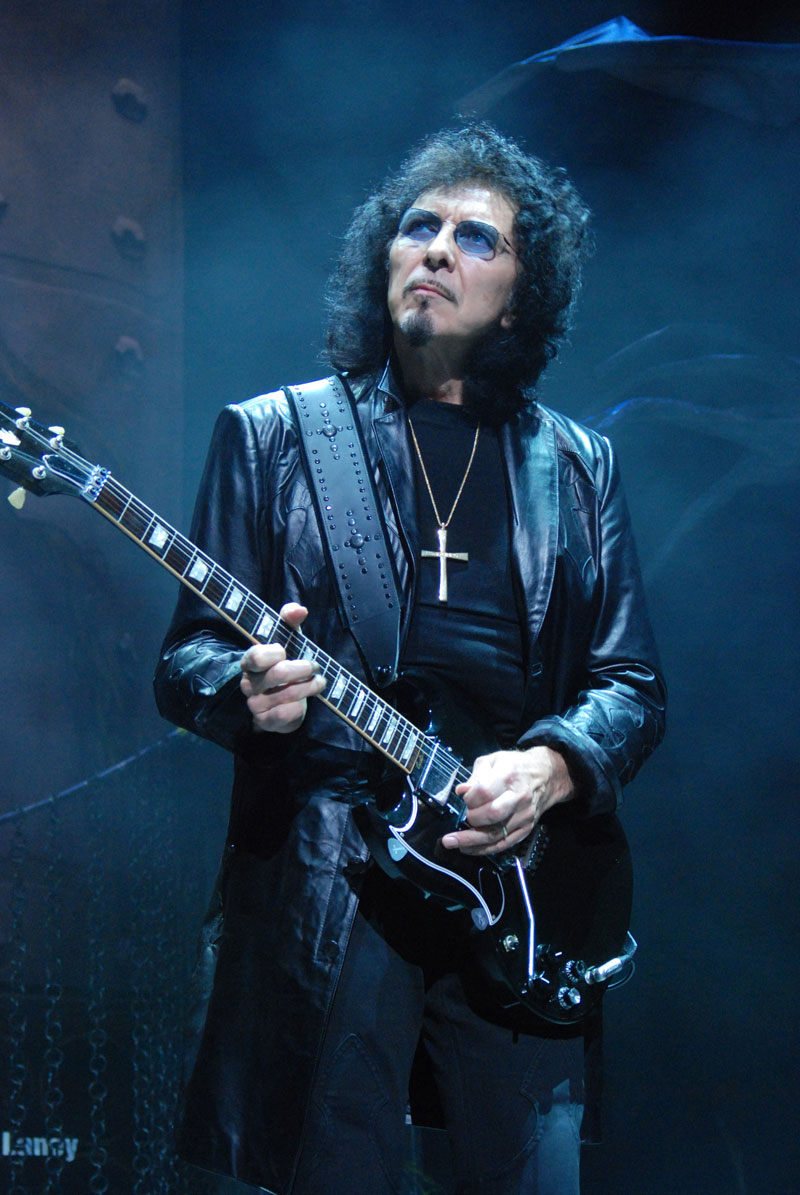
2009年，以天堂與地獄 (樂團)名義演出時的東尼·艾歐密

2006年，當奧茲正在籌備製作個人專輯《黑雨》時，犀牛唱片在2007年4月3日發行了精選輯《黑色安息日：迪歐年代》，從迪歐在樂團任期內參與過的四張專輯中選曲。同時東尼、吉澤、溫尼和迪歐再次合作，為此精選輯創作了三首新歌。該精選輯登上告示牌二百大專輯榜第54名。新曲〈哭泣的魔鬼〉登上告示牌主流搖滾單曲榜第37名。市場反應讓樂團非常滿意，於是東尼和迪歐便決定組成《天堂與地獄》時期的陣容，舉行2007天堂與地獄巡迴之旅。而奧茲、吉澤、東尼和比爾的陣容仍然正式稱為黑色安息日，新陣容選擇依照當年的同名專輯稱為天堂與地獄，以避免混淆。東尼說：「取這個名字就不會讓演唱會上的樂迷困惑，他們會明白自己不會在那裡聽到〈鋼鐵人〉或〈戰爭豬玀〉或其他的歌。這個組合代表不是奧茲時期，也不會表演老歌，所以我們稱自己為天堂和地獄，正是為了要重溫那個時期。那時候我們做了很多努力，很高興能再度和迪歐重聚」。比爾最初預計參與精選輯新歌的錄音和巡演，最終在錄音前因音樂上的差異問題，拒絕成為樂團的鼓手。他的位置由前鼓手溫尼取代。
2007年3月11日，天堂與地獄巡迴之旅展開，邀請麥加帝斯、機械頭、上帝羔羊、德國女皇、埃利斯·庫珀、冰凍大地暖場，並於3月30日在紐約錄製了一張現場專輯和DVD，名為《無線電城音樂廳現場》，獲金唱片認證。11月，迪歐確認該組合計劃錄製一張新的錄音室專輯。2008年7月，黑色安息日推出典藏套裝合輯《地獄的規則》，包含所有迪歐時期的作品。8月，他們與猶大祭司、摩托頭、聖約一起舉行了金屬大師巡迴之旅。2009年4月28日，天堂與地獄發行了新專輯《小心魔鬼就在你身邊》，登上美國榜第8名。迪歐說：「這些歌曲錄製後，我想離開天堂與地獄，回到我自己的樂團。和黑色安息日再做張專輯，是我心中最後一件想做的事了」。Allmusic表示：「這張專輯有如黑色安息日的《偏執狂》，天堂與地獄展現了不同的音樂性，取不同的團名是合適的」。英國重金屬雜誌《金屬之鎚》將這張專輯描述為「本年度的重量級新作之一」。
2009年5月，奧茲在紐約聯邦法院控告東尼未經許可及非法使用黑色安息日的註冊商標，使其版權在美國專利及商標局登記名字為東尼·艾歐密一人所有，而非黑色安息日當年的創始成員平均獲得樂團名字的使用權。奧茲要求東尼付出樂團商標等有關一切的50%利潤。奧茲表示「我對於最後要用法律去解決我跟東尼的問題，感到非常..非常的遺憾。但經過三年無數次的妥協，我已經沒得選了。東尼，做你正確的決定吧」。東尼則說：「我是黑色安息日41年裡唯一不變的樂團成員，其他成員在80年代就紛紛退出，放棄了這支樂團，因此我對樂團名稱有更多的權利」。11月25日，迪歐被診斷出罹患胃癌，並到德州大學安德森癌症中心接受治療。天堂與地獄原本計畫在迪歐休養後進一步開始活動，在歐洲與鐵娘子巡演，但後來由於迪歐健康狀況惡化，取消所有計畫。
2010年4月17日，黑色安息日與金屬製品合作發行限量版單曲，以慶祝世界唱片行日。5月16日上午，迪歐因胃癌逝世，享壽六十七歲。6月，奧茲和東尼的商標訴訟官司結束，但並未公開和解的詳細資訊。

### 原始陣容團聚與《十三》（2010 - 2014年）
2010年1月奧茲在宣傳自傳新書《我是奧茲》的採訪中表示：「雖然我不排除，但我仍懷疑黑色安息日所有四個原創成員還會團聚的可能性。我的意思不是永遠，但現在我不覺得有任何機會。誰知道未來對我有什麼好處？如果這是我的命運，那也罷了」。7月，吉澤表示：「2011年將不會有黑色安息日的團聚，因為奧茲已經承諾要舉行他的個人巡演了」。然而，8月份時四名成員聚集在一起工作，並持續練團。
2011年11月11日，比爾、吉澤、奧茲、東尼在洛杉磯威士忌搖擺舞酒吧宣布他們正在錄製新專輯，並會於2012年展開宣傳巡演。2012年1月9日，東尼被診斷出罹患淋巴瘤，樂團取消之前預訂的歐洲巡迴之旅，但仍照計畫參加了下載音樂節和羅拉帕羅扎音樂節。樂團後來宣布，將在家鄉伯明罕演出，這是自「團圓世界巡迴之旅」後的第一場演唱會。2012年2月，比爾宣布他將不再參加樂團的團聚，直到他獲得「合約」。第二天，其他成員表示他們「沒得選擇，只能在沒有比爾的情況下繼續錄音」，但也說「我們的門永遠開著，希望比爾能回來」。
2012年5月21日，黑色安息日在伯明罕O2學院演出，取代比爾上場的是奧茲的鼓手湯米·克魯弗托斯。6月，樂團在下載音樂節登台演出，隨後在芝加哥羅拉帕羅扎音樂節表演。當月月底，樂團開始錄製新專輯。

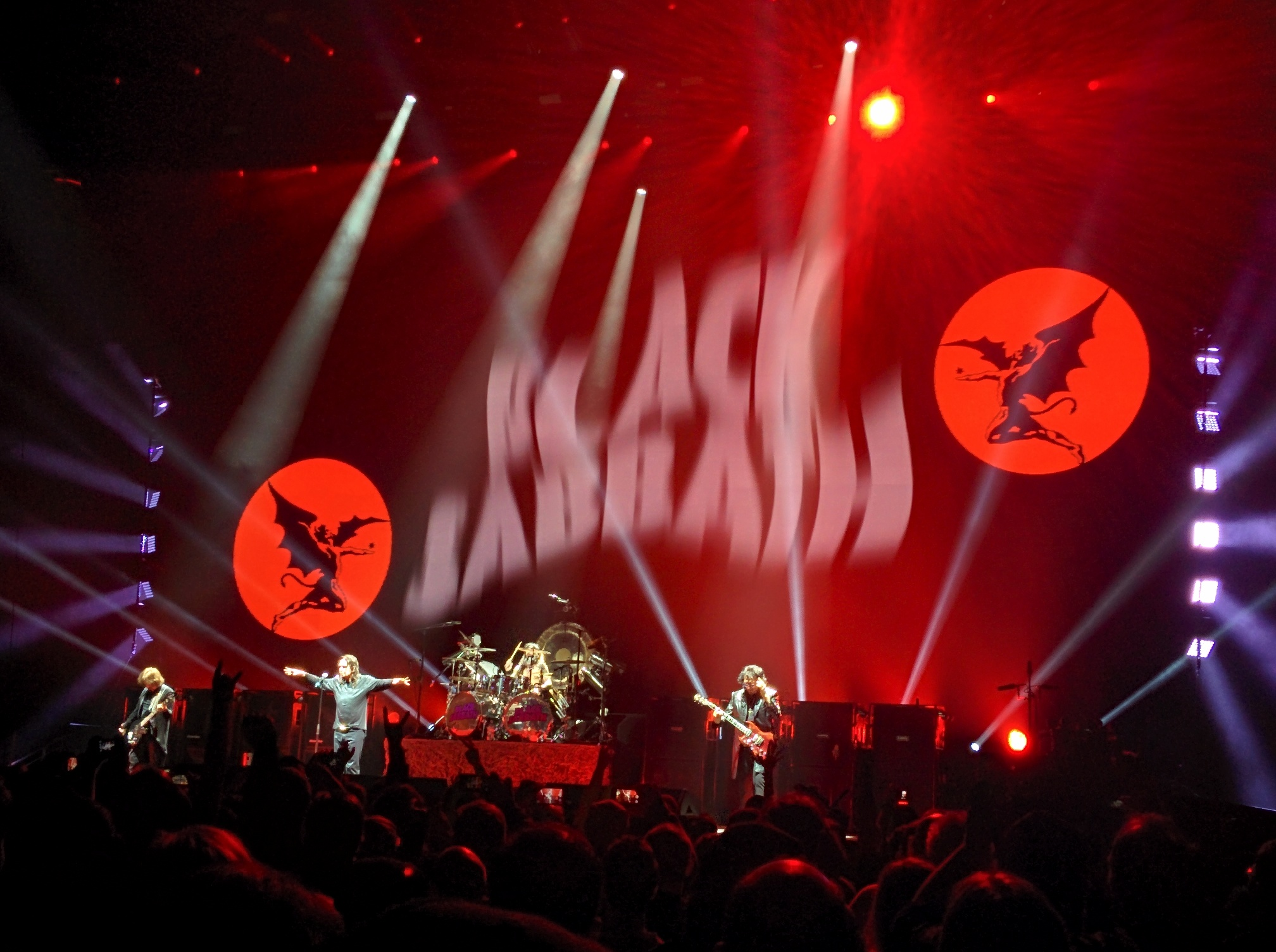
2014年的黑色安息日

2013年1月13日，樂團宣布該專輯名為《十三》，並將於6月發行，鼓手為討伐體制的布萊德·威克，製作人為瑞克·魯賓。2月進入專輯混音階段。4月12日，樂團公布了專輯的曲目列表。該專輯的普通版有八首新曲，豪華版加收三首特別贈送曲。4月19日，發行新單曲〈上帝已死？〉，登上英國搖滾單曲榜第6名。4月20日，黑色安息日展開紐澳美加巡迴之旅。5月15日，黑色安息日的三位成員在《CSI犯罪現場》第十三季完結篇中客串演出，在劇中開頭演唱第二支單曲〈結局的開端〉，並有奧茲在後台與主要角色的對話。影集的製片人唐·麥吉爾說：「當我們第一次聽說黑色安息日有興趣在專輯中創作一首關於CSI的歌曲時，我們都非常興奮，我們劇組很多人都是資深樂迷。看到這張專輯名為《十三》，而這是CSI第十三季的結局，它似乎是一個完美的搭配。對此，我們全都非常激動」。
6月10日，樂團發行第十九張專輯《十三》，它榮登美國、英國、瑞士、瑞典、挪威、紐西蘭、德國、丹麥、加拿大等國專輯排行榜的冠軍。該專輯獲得大部分的好評，AllMusic表示：「意想不到的精彩，天啟的專輯，是任何一位死忠硬搖滾或金屬迷都必需擁有的作品」。《金屬之鎚》雜誌認為：「我們可以從黑色安息日的發展中，觀察到重金屬音樂形成的歷史，並得出結論，樂團的經典陣容證明了他們與現代音樂具有重要的關聯」。
7月，黑色安息日抵達北美洲繼續巡迴之旅（自2001年7月以來的第一次），10月進行南美洲之旅，11月則是歐洲之旅，一直演出到12月。途中，東尼獲英國考文垂大學授予藝術博士榮譽學位，校方表示：「東尼身為重金屬音樂的創始人、以及業界最有影響力的人物之一，我們希望藉由學位來表彰他對流行音樂世界的貢獻」。11月13日，樂團榮獲經典搖滾獎「年度最佳專輯」、「年度勁爆大事」以及「當世傳奇」等三項大獎。2014年1月26日，樂團憑藉單曲〈上帝已死？〉第二次拿下第56屆葛萊美獎「最佳金屬樂演奏獎」。3至4月，樂團再回到北美巡演，6月重返歐洲，在英國倫敦結束巡迴。

### 告別巡迴（2014 - 2017年）

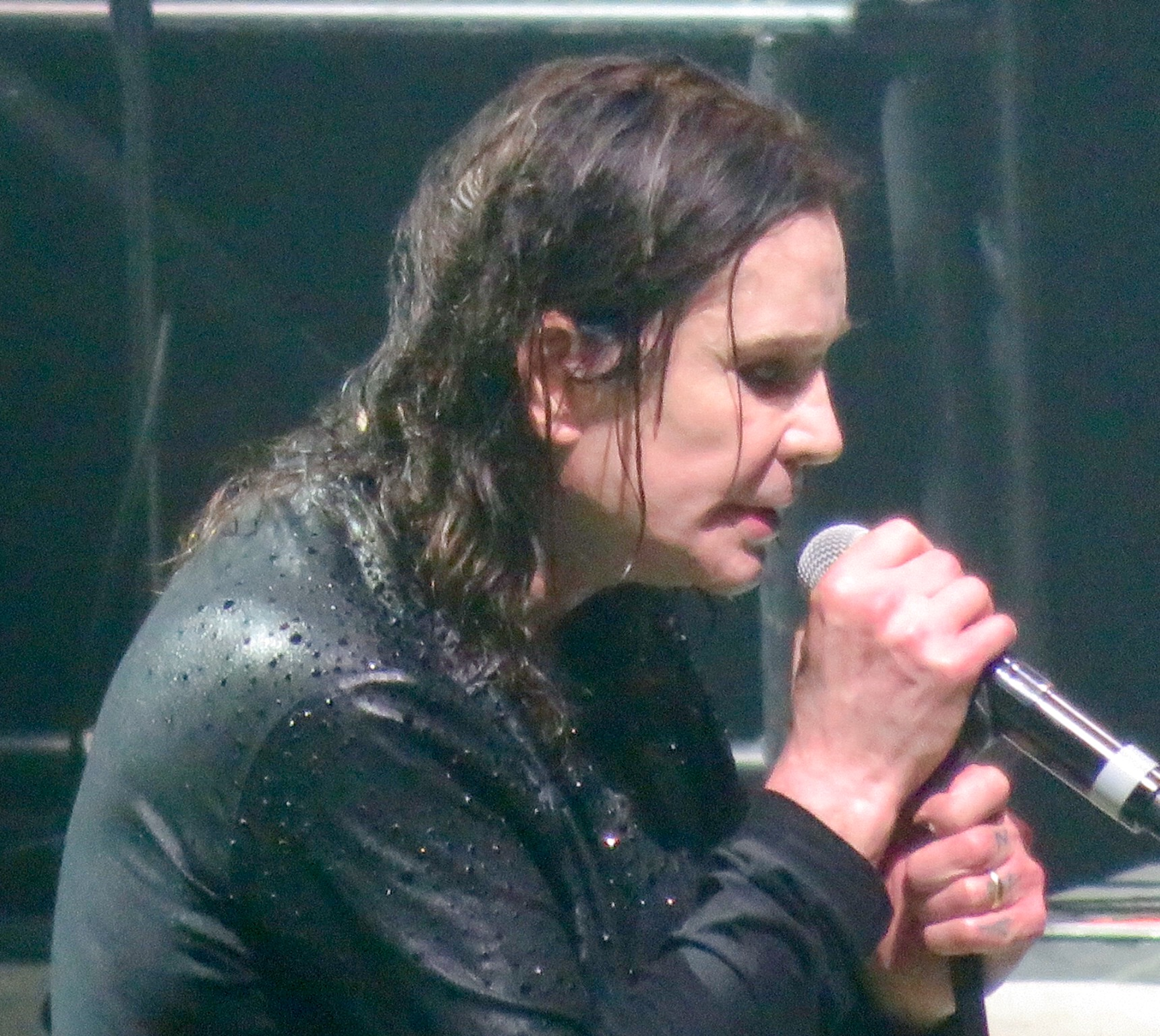
2017年2月4日，告別巡迴最終場的奧茲·奧斯本

2014年9月29日，奧茲向《金屬之鎚》雜誌透漏，黑色安息日將在2015年初開始工作，與製作人瑞克·魯賓準備第二十張錄音室專輯，2016年會進行最後一次巡迴。然而，2015年4月奧茲接受採訪時說：「這些計劃可能改變，我們都在不同的國家生活，有些人想工作，有些人不想。但我相信，我們將一起再開巡迴演出」。 
2015年9月3日，黑色安息日宣布將於2016年1月至2017年2月間，展開名為「結局之旅」的告別巡迴演出。儘管之前報導他們將在告別巡迴演出之前回到錄音室，但奧茲說，不會再製作黑色安息日新的錄音室專輯。然而，2016年1月20日發行了一張迷你專輯《結局》，只在告別巡迴演出的現場販售。該專輯收錄的前四首歌曲是製作《十三》時未發行的作品。
3月4日，東尼談到未來重新發行前主唱東尼·馬丁時期的作品。他解釋說：「我們已經暫緩這些專輯的重新發行，因為當前的黑色安息日主唱是奧茲·奧斯本。但這肯定會發生...如果要重發馬丁那時的作品，我想寫一些新歌。我也會進行重審《十字的意義》和《惡靈禁忌》的工作」。馬丁則建議，可以和《不滅偶像》的三十周年慶做個結合。在8月份的採訪中，馬丁補充說：「東尼仍然有癌症的問題，可能無法實踐計畫。但如果他想動手做，我隨時待命」。8月10日，東尼透露他的癌症病況已經緩和了。
11月，東尼接受採訪被問到黑色安息日的未來計畫時，他說：「我會寫一些新歌，也許我會和這些傢伙做些工作，也許是新的錄音，但巡迴不會再開了，我們表演了快五十年了，差不多了」他也說：「這次告別巡演非常懷舊，因為它真的是最後一次巡迴了。我們也不會加開場次，因為這些旅途讓我蠻累的，病情讓我不利於頻繁飛行，我會感到疼痛，所以必須有個終點，讓它結束。我認為在家鄉伯明罕作為終點是很棒的，因為這是我們開始的地方。對我來說，我喜歡演奏、我喜歡和這些傢伙一起在舞台上，但其他的就不喜歡了，像是我不喜歡旅行，我討厭要遠離家鄉很長一段時間的感覺。告別演出之後我會常待在家休假，但我不會離開音樂事業，我仍然想寫歌和彈奏，我喜歡演出，我只是不能再出遠門旅行了」。他也對黑色安息日在樂界的地位表達了想法：「當我們寫出第一首黑色安息日的歌、彈出那段旋律，我們都興奮的打冷顫，我們知道這是我們想做的、這是我們想玩的。我們都很興奮，我們喜歡這種音樂。但當時我們很孤獨，很難有地方可以表演，我們不得不打破了很多障礙。現在看到很多偉大的樂團說『黑色安息日影響了他們』，得知這些事情總是感到驚奇。總之，這是一個偉大的榮耀」。

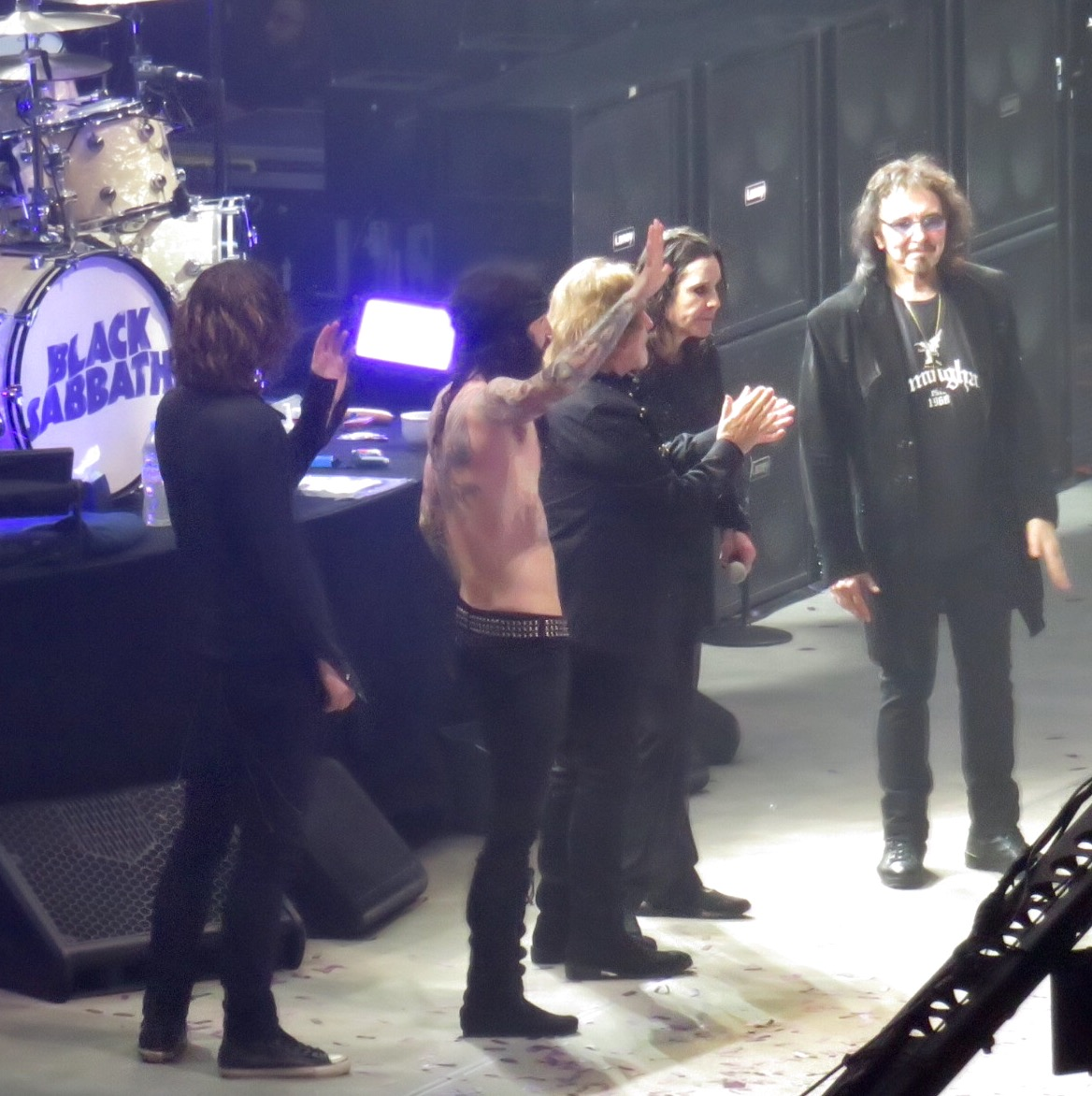
告別巡迴最終場謝幕的黑色安息日，2017年2月4日在英國伯明罕。

2017年2月4日，黑色安息日在伯明罕演出他們的最後一場演唱會。唱到最後一首歌〈偏執狂〉時，樂團在自己的Facebook粉絲專頁上開了直播。在漫天彩帶中演奏完之後，三位創始成員和兩位巡演樂手向台下謝幕、合照。舞台上的奧茲在謝幕時說：「與黑色安息日的歲月是一場『最不可思議的冒險』，我心中最驕傲的一件事就是黑色安息日並不是某個大人物（製作人）精心包裝、打造而成的，而只是說好『不如我們一起夢想吧』的四個小伙子。而且出乎我們最不切實際的幻想，（樂團）成功了」。英國廣播公司新聞的音樂記者柯林·彼德森說：「最後一場演唱會的懷舊感很重，只有一首歌是1972年之後的」。對於黑色安息日被要求提供照片和紀念品來舉辦國際性展覽，東尼說他不排除這個可能性：「如果時機成熟，這是可能的。甚至做一張專輯，你知道的，任何事都可能發生」。3月7日，黑色安息日透過社交官方網頁張貼訊息「黑色安息日 1968 - 2017」，等同正式宣布解散告終。

### 原始陣容最後演出與奧茲·奧斯本逝世（2025年）
2025年2月，奧茲宣佈黑色安息日原始陣容於7月5日在伯明罕維拉公園球場舉行名為《Back to the Beginning》的最後一場慈善演出。該慈善演唱會是樂隊最後一場演出，同時是奧茲生前最後一次公開露面，也標誌著原始陣容繼2005年柯時音樂節後相隔20年再次一起演出，美國重金屬樂團討伐體制結他手湯姆‧莫瑞洛（Tom Morello）被宣佈任命為音樂總監，所得的收益將用於支援慈善團體Cure Parkinson's、伯明翰兒童醫院和兒童臨終關懷機構Acorn Children's Hospice。此外，金屬製品、超級殺手、潘特拉、炭疽、哥斯拉、駭兒史東、愛麗絲囚徒、上帝羔羊和大隻佬等樂團已宣佈支援演出。
2025年7月22日，在樂隊最後一場重聚演出17天後，原主唱奧茲·奧斯本逝世，享年76歲。

## 音樂風格
黑色安息日是一支重金屬樂團，並且為重金屬音樂的先行者。他們的音樂也常歸類為迷幻搖滾、藍調搖滾、硬式搖滾、前衛搖滾、前衛金屬的原型以及酸性搖滾。樂團也是許多音樂流派的關鍵影響者，包括大麻搖滾、油漬搖滾、毀滅金屬和污泥金屬。黑色安息日早期受到鮮奶油樂團、披頭四樂團、佛利伍麥克、吉米·亨德里克斯、齊柏林飛船、傑叟羅圖樂團與約翰梅爾&藍調突破者樂團的影響和啟發。
雖然黑色安息日經歷了許多陣容和風格的變化，他們的音樂核心仍側重於不祥的歌詞和末日風格的聲音。樂團經常運用三全音，這個特殊音程也被稱為「音樂中的魔鬼」、「惡魔的聲音」。特別是東尼和吉澤經常運用推弦手法，造就更加鮮明的音樂風格。以奧茲為主唱的時期，如《血腥安息日》中便具有類似於前衛搖滾的元素，在當時是越來越受歡迎的音樂風格。在70年代初時，他們便與當代的流行音樂形成強烈對比，黑色安息日的黑暗聲音被當時的搖滾樂評論家摒棄，經常遭受不屑一顧的負面評價。與許多早期同時代的重金屬樂團一樣，幾乎沒有搖滾電台願意播放他們的音樂。吉澤說：「（當時）媒體都把我們往死裡罵，不過專輯熱賣後，丟臉的是他們。因為他們與年輕人的需求完全脫節了，所以看起來才會愚蠢無比」。
身為黑色安息日的主要作曲者，東尼·艾歐密寫了大部分樂團的音樂，而奧茲·奧斯本寫的是人聲旋律，吉澤·巴特勒負責填詞。這個過程有時令東尼感到沮喪，他經常為了想出新的即興重覆段而備受壓力，他說：「如果我沒想出新的點子，就沒人會開始動手寫歌了」。奧茲後來說：「黑色安息日從來沒有寫過結構化的歌曲，東尼隨時可以拿起一把吉他，創作出新的即興重覆段。我跟你打賭十億美元，根本就用不了多久，他就能彈出一段屌炸天的全新旋律，讓你的下巴掉到地上再也合不起來！」。吉澤也說：「東尼時常拿著吉他、手法純熟、技術高超，能想出一個接一個的即興重覆段。他彈出來，我們就跟著演奏相同的東西，然後接下來我們好像都清楚要怎麼做了」。
從樂團的第三張專輯《現實之王》起，他們開始運用調低的吉他定弦。1965年在組成黑色安息日之前，17歲的東尼在工廠當焊工時，不慎被金屬壓版奪走了右手中指和無名指的指端。他幾乎放棄了音樂之路，但工廠領班拿了一張爵士吉他手金格·萊恩哈特的作品給他聽，因為金格的兩根手指在一場大火中燒掉了，於是彈奏時都只用了兩根手指頭壓在指版上。這給了東尼動力，他靈機一動，開始用熔化的清潔劑瓶子作成指套，然後在指尖末端黏上皮革墊，以便彌補指頭長度的不足、增強按弦的能力。他也開始把琴弦弄鬆，減輕弦的壓力來克服彈琴障礙。這也使他發展出特殊的風格：陰沉、緩慢而且兇殘，在當時音樂界裡是最黑暗的音色。
早期的樂團歷史中，東尼便嘗試用不同的吉他調音，包括把標準的E降到了C ♯（1到6弦全面調降三個半音），貝斯手吉澤·巴特勒也跟著這樣做。最終，黑色安息日成為第一個降調的重金屬樂團，他們創造出更晦暗、更有泥濘感覺的音樂，影響後來無數的音樂人，猶大祭司主唱羅柏·哈爾福德便曾公開說：「創造重金屬重覆樂句的人，就是東尼」。

## 成就與地位
黑色安息日在全世界銷售了超過7000萬張專輯。包括在美國唱片業協會的1500萬張銷售認證。他們是歷史上最有影響力的重金屬樂團之一，樂團開創了具有革命性意義的音樂風格，例如《偏執狂》，《滾石雜誌》給予極高評價：「永遠改變了音樂」，並形容他們為：「重金屬音樂界的披頭四」。《時代》雜誌稱《偏執狂》是「重金屬音樂的起源」，將該專輯列入它們的「歷來最偉大的一百張專輯」。《滾石雜誌》也將黑色安息日列為「歷來最偉大的一百個音樂家」之一。而MTV將黑色安息日置於「歷來最偉大的重金屬樂團」第一位，VH1將他們置於「百大優秀硬搖滾樂團」第二位，僅次於齊柏林飛船。VH1更將黑色安息日的〈鋼鐵人〉評為「四十首最偉大的重金屬歌曲」第一名。Allmusic的音樂評論家威廉·魯爾曼說：
| “ | 黑色安息日對重金屬搖滾音樂的發展非常有影響力，他們是該風格誕生的一股決定性力量。樂團採取60年代後期的藍調搖滾音樂，像鮮奶油樂團、藍調喝采和香草軟糖樂團的邏輯，放慢速度、強調低音、尖囂的吉他獨奏，以及充分表達精神痛苦和恐怖幻想歌詞的主唱。如果他們的前輩是清楚來自插電的藍調傳統，黑色安息日則把這個傳統帶往一個全新的方向。他們刺激了一個格局龐大的音樂風格誕生，在幾十年後，繼續吸引數以百萬計的樂迷。 | ” |

《滾石雜誌》的音樂評論家喬治·華倫形容：「黑色安息日是70年代的重金屬之王。雖然他們一開始被搖滾樂評論家鄙視、被廣播節目人員忽略，但是該樂團在那十年內銷售了超過八百萬張專輯」。音樂雜誌《魔咒》主編菲爾·亞歷山大說：「黑色安息日、披頭四、何許人、滾石樂隊和齊柏林飛船，這五支英國樂團完全定義了美國的搖滾樂」。美國帝博大學社會學家蒂娜·溫斯坦也表示：「歷史總是由勝利者來書寫，而黑色安息日贏了，他們創造了一個音樂類型。並不是跟別人不同就算是創造新的音樂類型，只有在人們追隨後才算數，而黑色安息日做到了這點」。她也說：「現今的重金屬音樂已發展出三百多種流派，如果把它整理成一張樹狀圖，往上聚攏的時候，你會發現最上面的是黑色安息日」。

## 影響力和開創性

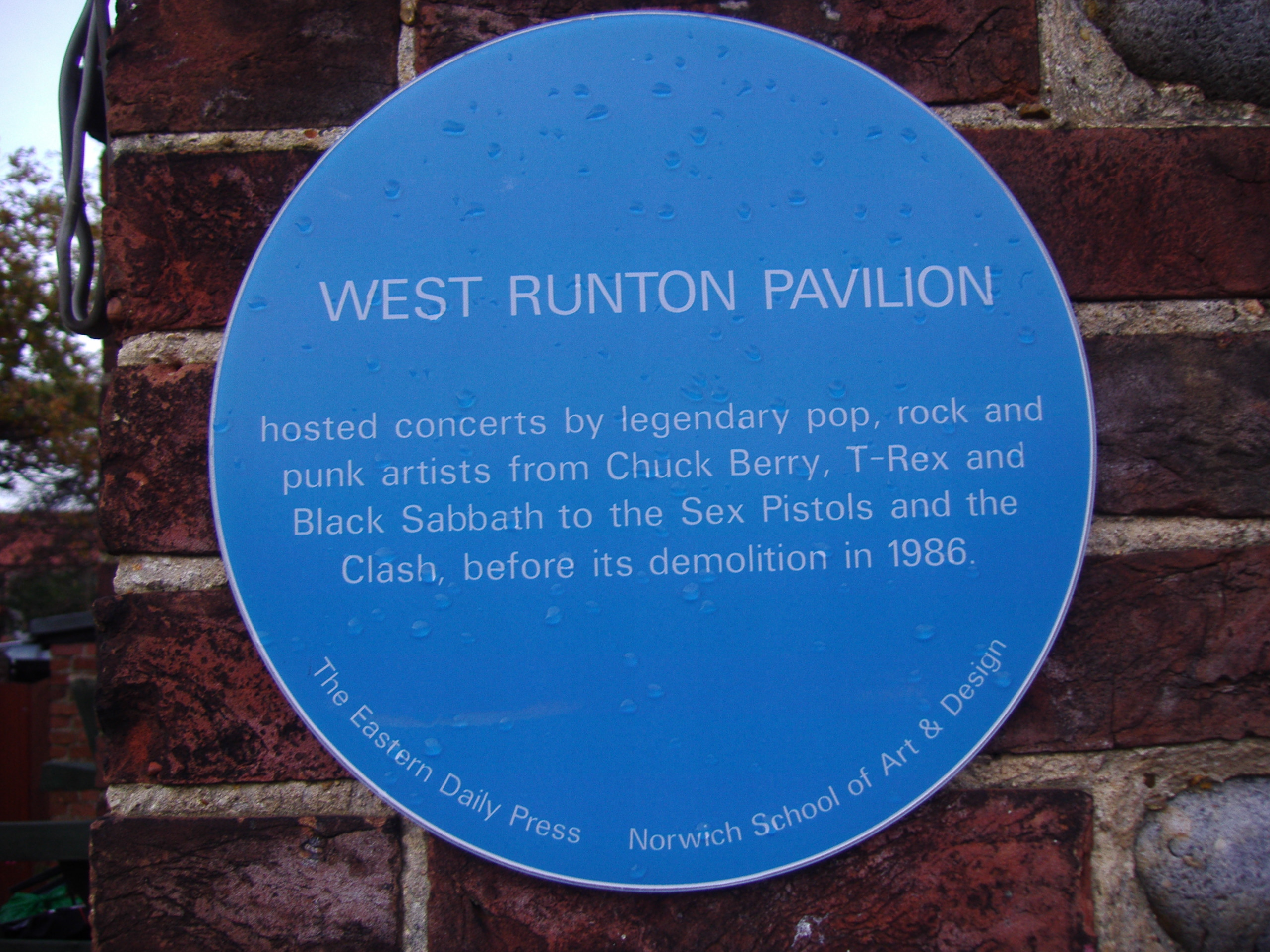
在英國西朗頓的黑色安息日藍色牌匾

黑色安息日影響了很多著名的樂團，包括猶大祭司、鐵娘子、毒液、异教狂徒、超級殺手、金屬製品、麥加帝斯、炭疽、死神、殘月魔都、潘特拉、超脫樂團、崆樂團、槍與玫瑰、聲音花園樂隊、死亡人數、愛麗絲囚徒、騷動、碎南瓜、滑結、幽浮一族、恐懼工廠、聖燭節、老天發威以及范海倫。許多向黑色安息日致敬的專輯已經發行，例如《人性本黑》和《人性本黑第二輯》，參與錄音的樂團包括麥加帝斯、超級殺手、神碑、白殭屍合唱團、再無信仰、生化危機、大教堂、機械頭、靜止X樂團、主教樂團、飛靈樂團、怪獸磁場、墮落體制，以及著名金屬主唱羅柏·哈爾福德和布魯斯·迪金森。
金屬製品在2006年擔任美國搖滾名人堂頒獎人，介紹該屆獲選列名的黑色安息日時，鼓手拉爾斯·烏爾里希致詞說：「如果沒有比爾、吉澤、奧茲、東尼，就不會有今天的我們。如果沒有黑色安息日，就不會有金屬製品。很顯然，如果沒有黑色安息日，硬搖滾和重金屬音樂也無法像今天這樣壯大，黑色安息日是、而且將永遠是重金屬的代名詞」。主唱兼吉他手詹姆斯·海特菲爾德說：「黑色安息日讓我開始玩這種低沉的音樂，它與我已經是生命共同體。而東尼·艾歐密，他是重金屬樂句之王」。重金屬歌手羅伯·殭屍也曾表示：「每一個很酷的重覆樂句，都是黑色安息日寫的。其他人做的只是擷取、稍作變化，大家只是彈快一點、彈慢一點，或倒過來彈。因為都被黑色安息日做完了」。
槍與玫瑰吉他手史萊許在評論《偏執狂》時說：「這張專輯極富啟發性。當你還是個小孩的時候，聽了這張專輯，你會進入一個完全不同的世界，它會打開你腦袋中另一個次元空間。《偏執狂》是黑色安息日的經典，它真的是當時的極致代表作。東尼的演奏風格——不論是《偏執狂》還是《天堂與地獄》——都是非常獨特的」。炭疽吉他手史考特·伊恩說：「在每次採訪中，我總是會被問這個問題『你的五大金屬專輯是什麼？』，而我也總是說『黑色安息日的前五張專輯』」。幽浮一族的主唱戴夫·格羅爾說：「我愛黑色安息日，他們對今天的音樂做出了驚人的貢獻，幾乎每個90年代的成功樂團都欠他們一筆債」。演員／作家亨利·羅林斯也表示：「就拿〈鋼鐵人〉的節奏來說，他們彈了降調橋段後，就急速切到升調橋段。我當年反覆聽了這首歌，試著自己彈，結果腦袋都打結了。那段出色的節奏顛覆了那個時代，我自己彈過了無數次，腦袋總想著『天啊，這樂團真棒！』」。
上帝羔羊的鼓手克里斯·阿德勒說：「如果有任何一個重金屬樂手說他們不受黑色安息日音樂的影響，那我想他們是在說謊。我認為所有的重金屬音樂，在某種程度上全部都受到黑色安息日的影響」。猶大祭司的主唱羅柏·哈爾福德說：「他們是一個開創性的樂團，即便到今天都還是...你現在就可以聽聽黑色安息日的第一張專輯，它聽起來仍然像三十年前那樣新鮮，因為偉大的音樂本身具有永恆的能力。對我來說，黑色安息日與披頭四或莫札特是同一個等級的天才，他們都是先行者，創造的都是非凡的東西」。對於黑色安息日的地位，討伐體制樂團的吉他手湯姆·莫雷洛說：「黑色安息日創造了最重的、最可怕的、最酷的樂句，還有無人出其右的奧茲哀號聲。你可以從專輯裡聽到來自伯明罕街上、工人階級發出的絕望和危險性，他們既厲害又凶狠。黑色安息日衝撞了嬉皮文化、花的力量和迷幻音樂，而且為所有的重金屬樂團設下新的標準和定義」。潘特拉的主唱菲爾·安塞爾莫說：「只有傻子才會忽略黑色安息日對重金屬的影響」。
槍與玫瑰在專輯《毀滅欲》收錄的〈天堂之城〉，其吉他旋律即受到黑色安息日的歌曲〈英雄零(Zero the Hero)〉影響。鑽石國王的吉他手安迪·拉侯克也表示，專輯《陰謀》收錄的〈不眠夜〉，吉他旋律的靈感來自東尼在《永不言敗!》中的彈奏風格。
除了身為重金屬音樂的開拓者，他們也為各種不同金屬樂流派奠定基礎、提供風格原型，包括大麻搖滾、污泥金屬、鞭擊金屬、黑金屬、毀滅金屬，以及另類搖滾的子類別油漬搖滾。美國音樂學家鮑勃·古拉認為：「幾乎所有受歡迎的油漬搖滾樂團，包括超脫樂團、聲音花園和愛麗絲囚徒等等，都受到黑色安息日的音樂影響」。
在文化上，黑色安息日在電視和文學中都產生巨大的影響，並且在許多情況下成為重金屬音樂的同義詞。在電影《成名在望》中，主角受《滾石雜誌》之命去採訪著名搖滾樂團「黑色安息日」，並交出一份五百字的訪問稿，以便出版社撰寫「關於黑色安息日的音樂創造力專題」。於是主角才會在該演唱會的後門結識女主角與戲中的虛構樂團。

## 金屬手勢
創始成員奧茲·奧斯本總是以V字手勢與台下的樂迷互動。後來接任的主唱羅尼·詹姆斯·迪歐為了與他區隔、樹立自己的標誌，便經常在舞台上舉起奶奶教他的辟邪手勢，後來演變成象徵重金屬音樂的金屬手勢，迪歐也因這個手勢而聞名。這個手勢有時也稱作惡魔角、魔鬼角或金屬號角。
在黑色安息日與迪歐的首次世界巡演後，他比出的避邪手勢開始成名，受到重金屬樂迷廣泛的效仿，一開始命名為「Maloik」，語源來自《舊約聖經》中提及的邪眼護身符。不過貝斯手吉澤·巴特勒在精選輯《宇宙之兆》中一張1971年拍攝的照片，他已經比出了完全一樣的手勢，而當時迪歐還未加入。
迪歐曾經說過他不是第一個比出金屬手勢的人：「就像說我發明了輪子，但我相信別的地方也有輪子。我只不過是很早以前就開始這樣做，直到它變成我的個人象徵」。他也說：「我當時加入黑色安息日，想要擁有一個象徵樂團的符號。這不是魔鬼的標誌，這是來自義大利的習俗，我奶奶稱它為『Malocchio』，也就是能保護自己、防禦邪眼的護身符。我家鄉的人們相信它能驅逐惡魔、消除障礙、疾病，還有負面思想。其實這只是一個普通的手勢，但它的確有神奇的地方，我覺得它很適合黑色安息日。所以我挑了這個手勢，然後其他人開始學習、開始普及。但我永遠不會說我是第一人，我只不過在台上比出來、然後讓它成為搖滾樂的某種象徵形式」。

## 成員列表

### 解散前的成員

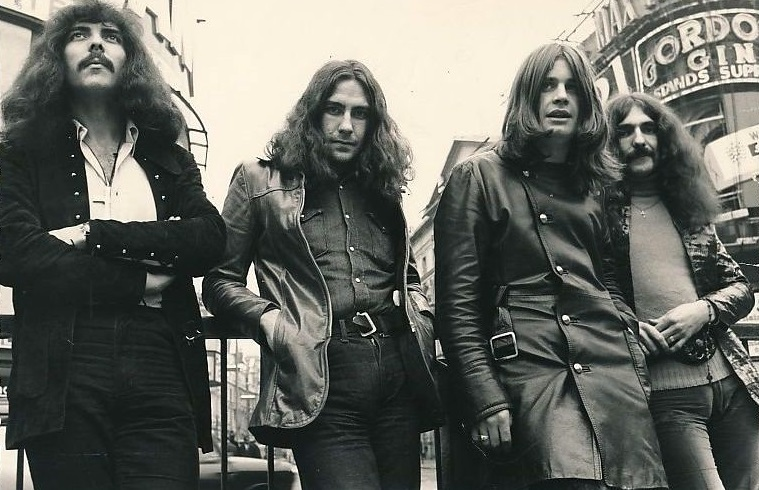
黑色安息日的四位創始成員，由左至右：東尼·艾歐密、比爾·沃德、奧茲·奧斯本、吉澤·巴特勒

- 奧茲·奧斯本 – 主唱、口琴（1968 - 1977年，1978 - 1979年，1985年，1997 - 2017年）
- 東尼·艾歐密 – 吉他、鋼琴、合成器、長笛、風琴、電子琴（1968 - 2017年）
- 吉澤·巴特勒（英语：Geezer Butler） – 貝斯、合成器、電子琴（1968 - 1979年，1980 - 1985年，1987年，1990 - 1994年，1997 - 2017年）

### 演唱會支援樂手
- 麥克·伯丁（英语：Mike Bordin） – 鼓（1997年）
- 亞當·威克曼（英语：Adam Wakeman） – 鍵盤、備用吉他（2004 - 2006年，2012 - 2017年）
- 湯米·克魯弗托斯（英语：Tommy Clufetos） – 鼓（2012 - 2017年）

### 錄音室支援及客串樂手
- 瑞克·威克曼（英语：Rick Wakeman） – 鋼琴、合成器（1973年）
- 傑拉德·伍德羅（英语：Gerald Woodroffe） – 鍵盤（1976年）
- 唐·艾瑞（英语：Don Airey）– 鍵盤（1978年）
- 約翰·艾斯塔（英语：John Elstar） – 口琴（1978年）
- 戈登·科普利（英语：Gordon Copley） – 貝斯（1985年）
- 布萊恩·梅 – 吉他（1988年）
- 布萊德·威克（英语：Brad Wilk） – 鼓、打擊樂器（2012 - 2013年）

### 離任成員
- 比爾·沃德（英语：Bill Ward (musician)） – 鼓、打擊樂器、和聲（1968 - 1980年，1982 - 1983年，1984 - 1985年，1994年，1995 - 1998年，1998 - 2006年，2011 - 2006年）
- 戴夫·沃克（英语：Dave Walker） – 主唱（1977 - 1978年）
- 傑夫·尼可拉斯（英语：Geoff Nicholls） – 鍵盤、貝斯、節奏吉他（1979 - 2004年）
- 羅尼·詹姆斯·迪歐 – 主唱（1979 - 1982年，1991 - 1992年）
- 克雷格·格魯伯（英语：Craig Gruber） – 貝斯（1979年）
- 溫尼·亞派斯（英语：Vinny Appice） – 鼓（1980 - 1982年，1991 - 1993年，1998年）
- 伊恩·吉蘭 – 主唱（1982 - 1984年）
- 貝夫·貝文 – 鼓、打擊樂器（1983 - 1984年，1987年）
- 朗·凱爾（英语：Ron Keel） – 主唱（1984年）
- 大衛·多納托（英语：David Donato） – 主唱（1984 - 1985年）
- 艾瑞克·辛格（英语：Eric Singer） – 鼓（1985 - 1987年）
- 戴夫·斯匹茲（英语：Dave Spitz） – 貝斯（1985 - 1986年）
- 葛倫·休斯（英语：Glenn Hughes） – 主唱（1985 - 1986年）
- 雷·葛倫（英语：Ray Gillen） – 主唱（1986 - 1987年）
- 鮑勃·戴斯利（英语：Bob Daisley） – 貝斯（1986年）
- 東尼·馬丁（英语：Tony Martin (British singer)） – 主唱（1987 - 1991年，1993 - 1997年）
- 泰瑞·喬斯（英语：Terry Chimes） – 鼓（1987年）
- 喬·伯特（英语：Jo Burt） – 貝斯（1987年）
- 科茲·鮑威爾（英语：Cozy Powell） – 鼓（1988 - 1991年，1994 - 1995年）
- 勞倫斯·科特爾（英语：Laurence Cottle） – 貝斯（1988 - 1989年）
- 尼爾·莫瑞（英语：Neil Murray (British musician)） – 貝斯（1989 - 1991年，1994 - 1995年）
- 巴比·隆迪利（英语：Bobby Rondinelli） – 鼓（1993 - 1994，1995年）

## 作品
參見主條目：黑色安息日唱片列表
| - 黑色安息日（1970年2月13日） - 偏執狂（1970年9月18日） - 現實之王（1971年7月21日） - 第四輯（1972年9月25日） - 血腥安息日（1973年12月1日） - 破壞者（1975年7月28日） - 工業迷幻（1976年9月25日） - 永不言敗!（1978年9月28日） - 天堂與地獄（1980年4月25日） - 暴民萬歲（1981年11月4日） - 魔頭轉世（1983年8月7日） - 銀河七號星（1986年1月28日） - 不滅偶像（1987年11月1日） - 斷頭十字（1989年4月24日） - 戰神提爾（1990年8月20日） - 人類終結者（1992年6月22日） - 十字的意義（1994年2月8日） - 惡靈禁忌（1995年6月20日） - 十三（2013年6月10日） | - 暗夜現場（1980年7月） - 罪惡現場（1982年12月） - 十字意義現場（1995年4月4日） - 團圓（1998年10月20日） - 前世今生（2002年8月20日） - 漢默史密斯現場（2007年5月1日） - 現場..集眾人之力（2013年11月26日） - 我們為搖滾出賣了靈魂（1975年12月1日） - 合輯（1992年7月1日） - 奧茲奧斯本年代（1994年10月17日） - 安息日樂團（1996年4月29日） - 黑色安息日精選（2000年6月5日） - 宇宙之兆（2002年10月22日） - 黑盒子：完全原始的黑色安息日（2004年4月27日） - 經典全記錄1970–1978（2006年3月14日） - 黑色安息日：迪歐年代（2007年4月3日） - 地獄的規則（2008年7月22日） - 經典全記錄（2009年6月9日） - 鋼鐵人：黑色安息日精選（2012年6月4日） - 終極收藏（2016年10月28日） |

| - 永不言敗（1978年） - 黑與藍（1980年） - 黑色安息日軼事第一輯（1992年9月1日） - 黑色安息日軼事第二輯（1992年9月1日） - 十字意義現場（1995年4月4日） - 最後的晚餐（1999年6月15日） - 現場..集眾人之力（2013年11月26日） | - 黑彌撒（1999年12月7日） - 結局（2016年1月20日） - 經典唱片：黑色安息日之「偏執狂」（2010年6月28日） |